# Braziliaanse keuken

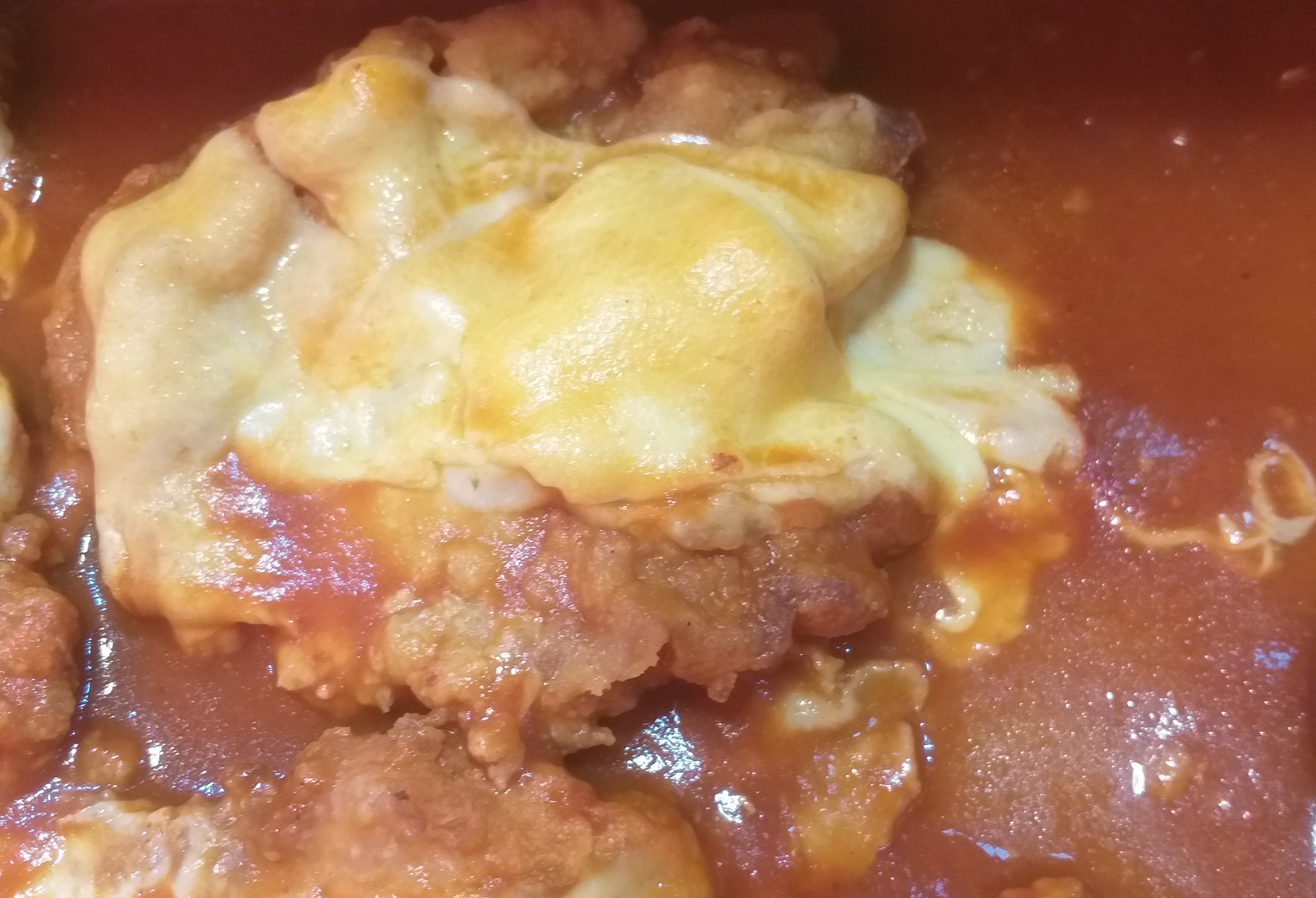
Bife à parmegiana, een van de meest traditionele gerechten van Brazilië.

De Braziliaanse keuken toont een even grote verscheidenheid als het land zelf, met zowel culturele als streekgebonden verschillen. Gerechten uit de Indiaanse, Afrikaanse, Portugese, Japanse keuken en andere tradities komen allemaal voor.

## Regionale verscheidenheid

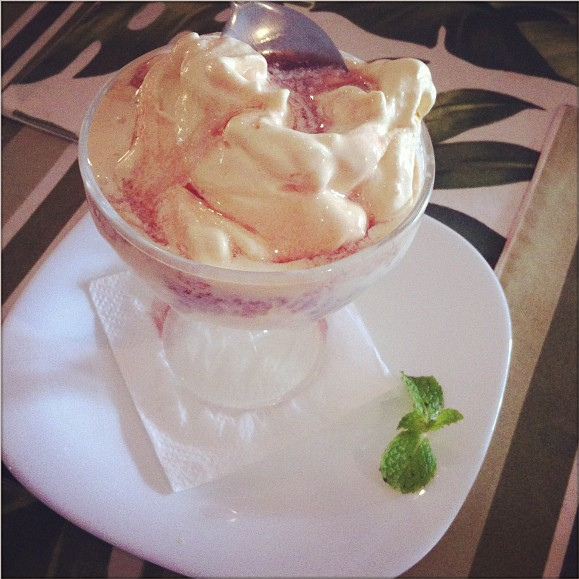
Papajacrème met cassis.

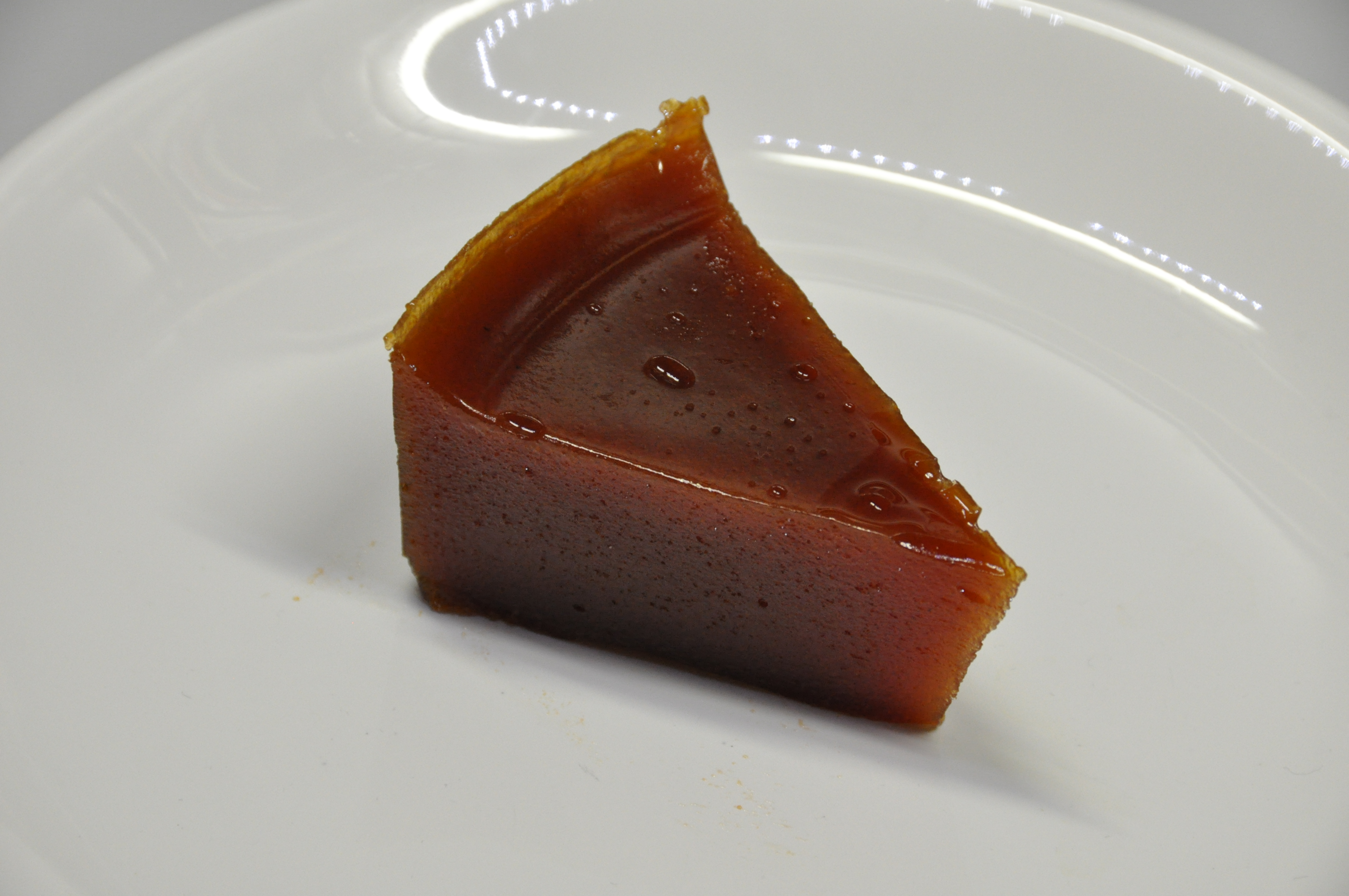
Goiabada.

### Het noorden
In het noorden, vooral in de Amazonas, zijn de inheemse invloeden het sterkst. Daar zijn gerechten op basis van alligatorvlees (Picadinho de Jacaré) en schildpad populair. Er wordt ook hondenvlees gegeten.

### Het noordoosten
Afrikaanse invloeden zijn het sterkst in het noordoosten van de tropische kuststreek. De deelstaat Bahía, in het bijzonder, heeft een keuken die al vanouds Afrikaanse, inheemse en Portugese invloeden mengt. Basisvoedsel zijn rijst en sojabonen. Er worden veel vis en schelpdieren gegeten. De Moqueca (visstoofpot) is hier een typisch gerecht. Elders in de kuststreek zijn de Afrikaanse invloeden minder, maar worden allerlei tropische gewassen geteeld, met op kop suikerriet en cacaobonen, maar ook kokosnoot, mango, papaja, guave, sinaasappel, passievrucht, ananas, en andere tropische vruchten.
In het drogere binnenland wordt er naast rijst en bonen vooral op basis van rundvlees, geit en cassave gekookt.

### Het zuidoosten
Het zuidoosten (met de deelstaten Espírito Santo, Minas Gerais, Rio de Janeiro en São Paulo) is bekend om verschillende streekgerechten die tot in het buitenland gekend zijn, zoals de frango com quiabo (kip met okra) van Minas Gerais, de feijoada (een soort stoofvlees) van Rio, de Virado à Paulista ("virado" van São Paulo: een combinatie van verschillende gerechten op één bord, met rijst, bonen, kool, varkenskotelet, worst, ei en banaan). Cassave (of maniok) en maïs worden vaak als bijgerecht in de vorm van farofa gegeten.
In São Paulo zijn de invloeden van immigrantenkeukens het opmerkelijkst, zowel uit Europa (Italiaans, Spaans, Pools) als uit het Midden-Oosten (Syrisch, Libanees). Hier is ook de Japanse keuken te vinden. In São Paulo behoren zowel pizza als sushi tot de populaire gerechten.
In Espírito Santo zijn Italiaans-Duitse invloeden goed merkbaar. Het meest typische gerecht van de staat is echter Indiaans, Moqueca Capixaba (een moqueca visstoofpot met tomaat).

### Het zuiden
Helemaal in het zuiden van het land (in de deelstaten Paraná, Santa Catarina en Rio Grande do Sul) is de streek van de gaucho's. Typische gerechten zijn op basis van gezouten of gedroogd rundvlees, en de churrasco (de Braziliaanse barbecue). Het meest bekende gerecht van de deelstaat Paraná is de barreado, een stoofpot van rundvlees en reuzel, urenlang met kruiden en cassavemeel in een aardewerken pot gestoofd en met rijst, banaan en sinaasappel opgediend.
De meest typische gerechten uit de Rio Grande do Sul keuken zijn churrasco, chimarrão, carreteiro rijst, gebakken polenta, onder andere galeto, cuca en sagu. In de regio is er een grote consumptie van wijn, druivensap en witte druivensap omdat het zuiden de grootste druivenproducent in het land, en ambachtelijke kazen en salamis. In de regio, vijg, druif en perzik gelei en jam zijn ook heel gewoon. Een van de bekendste is chimia. De consumptie van in water geconserveerde groenten, azijn, suiker, zout en specerijen, zoals bieten en komkommers, is ook typerend voor de zuidelijke regio.

## Voorgerechten
- Pão de queijo, bolletje brood met kaas, gemaakt met cassavezetmeel, inheems in de staat Minas Gerais
- Coxinha, gehakt of versnipperd kippenvlees, gehavend en traanvormig, gepaneerd en gebakken.
- Pastel, halfronde of rechthoekige gebakjes met dunne korst met diverse vullingen, gebakken in plantaardige olie, die gevuld kan worden met gehakt, mozzarella, catupiry, palmharten, kabeljauw, kaasroom, kip en babygarnalen.
- Bolinho de bacalhau, gefrituurde kabeljauwbeignets
- Empada, ze zien eruit als kleine taarten. Gevuld met een mengsel van palmharten, erwten, meel en kip of garnalen.
- Acarajé, een soort donut gemaakt met bonen die traditioneel in de staat Bahia worden gevonden, in tweeën geserveerd en gevuld met vatapá en caruru - pittige pasta gemaakt met garnalen, walnoten, gemalen cashewnoten, palmolie en andere ingrediënten.
- Quibe: komt overeen met het Libanese gerecht kibbeh en werd door Syrische en Libanese immigranten geïntroduceerd in de dominante Braziliaanse cultuur. Het kan gekookt, gebakken of rauw worden geserveerd.
- Esfirra, een ander gerecht uit het Midden-Oosten, hoewel een meer recente toevoeging aan de Braziliaanse keuken, is nu gemakkelijk overal te vinden, vooral in de noordoostelijke, zuidelijke en zuidoostelijke regio's. Dit zijn taarten/gebakjes met vullingen zoals rundvlees, lamsvlees, kaaskwark of gekruide groenten.

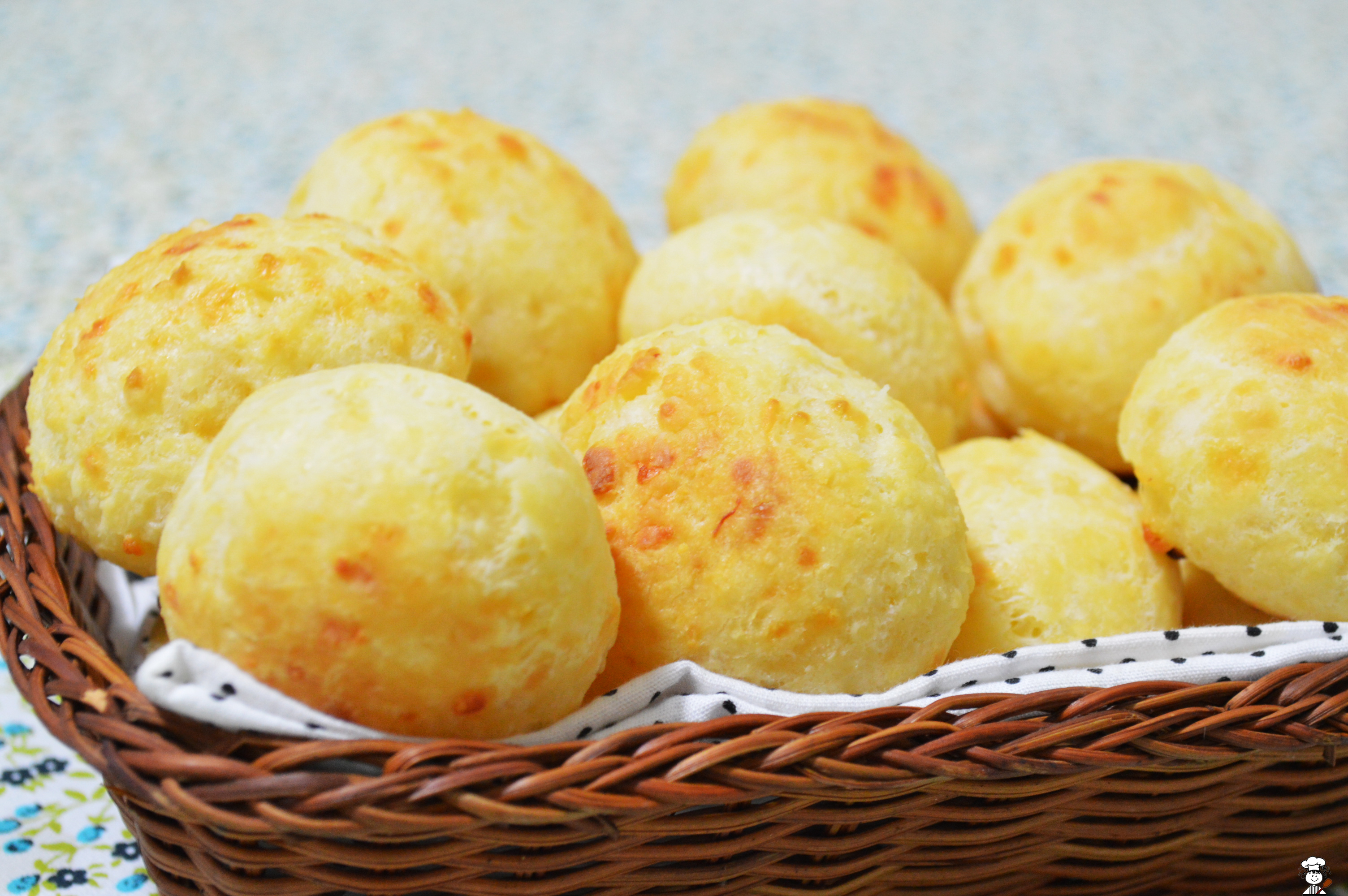
Pão de queijo
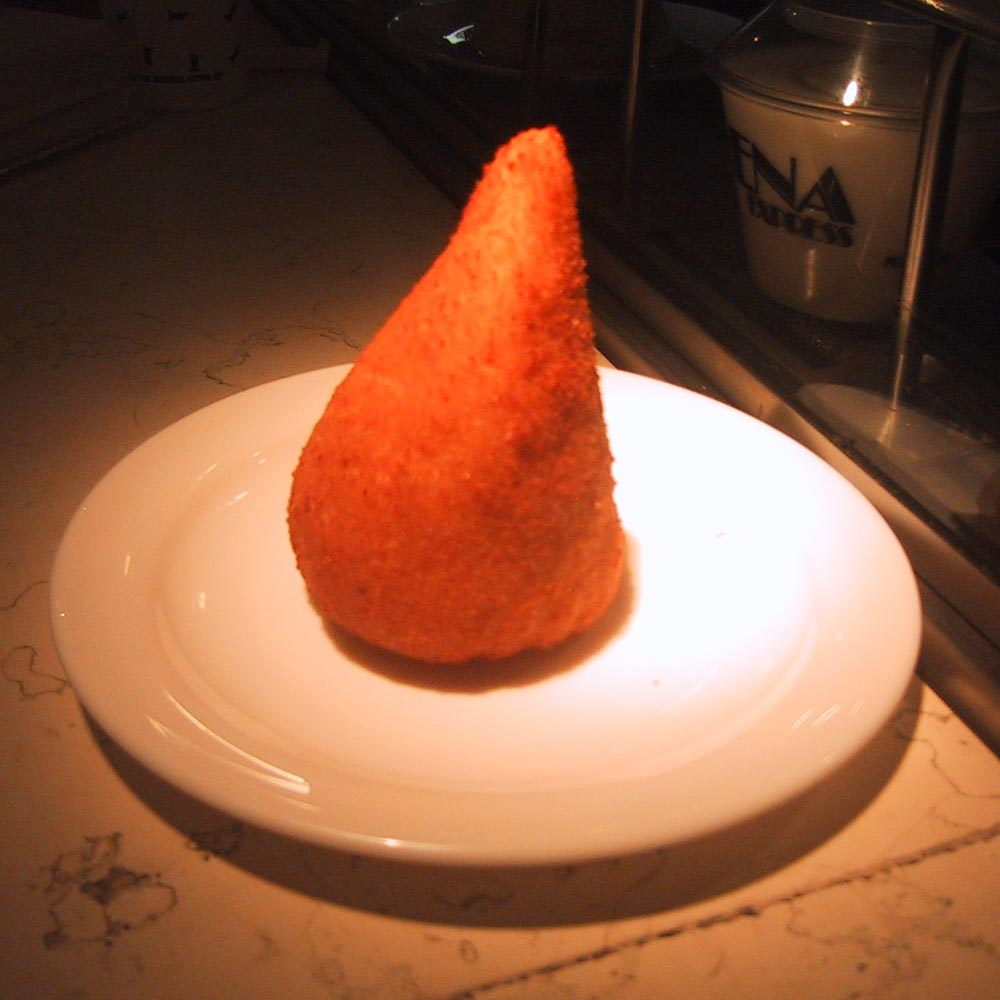
Coxinha
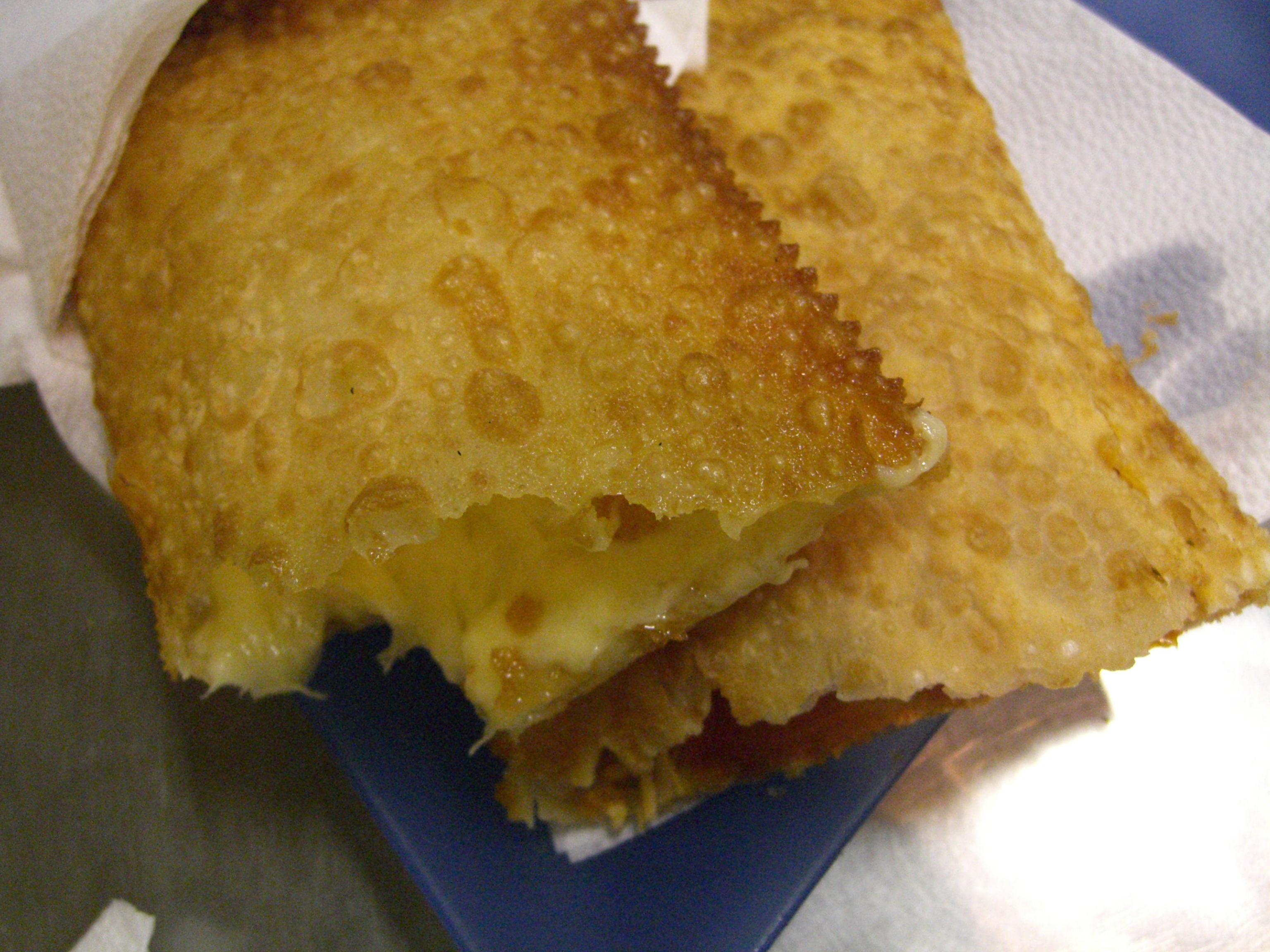
Pastel
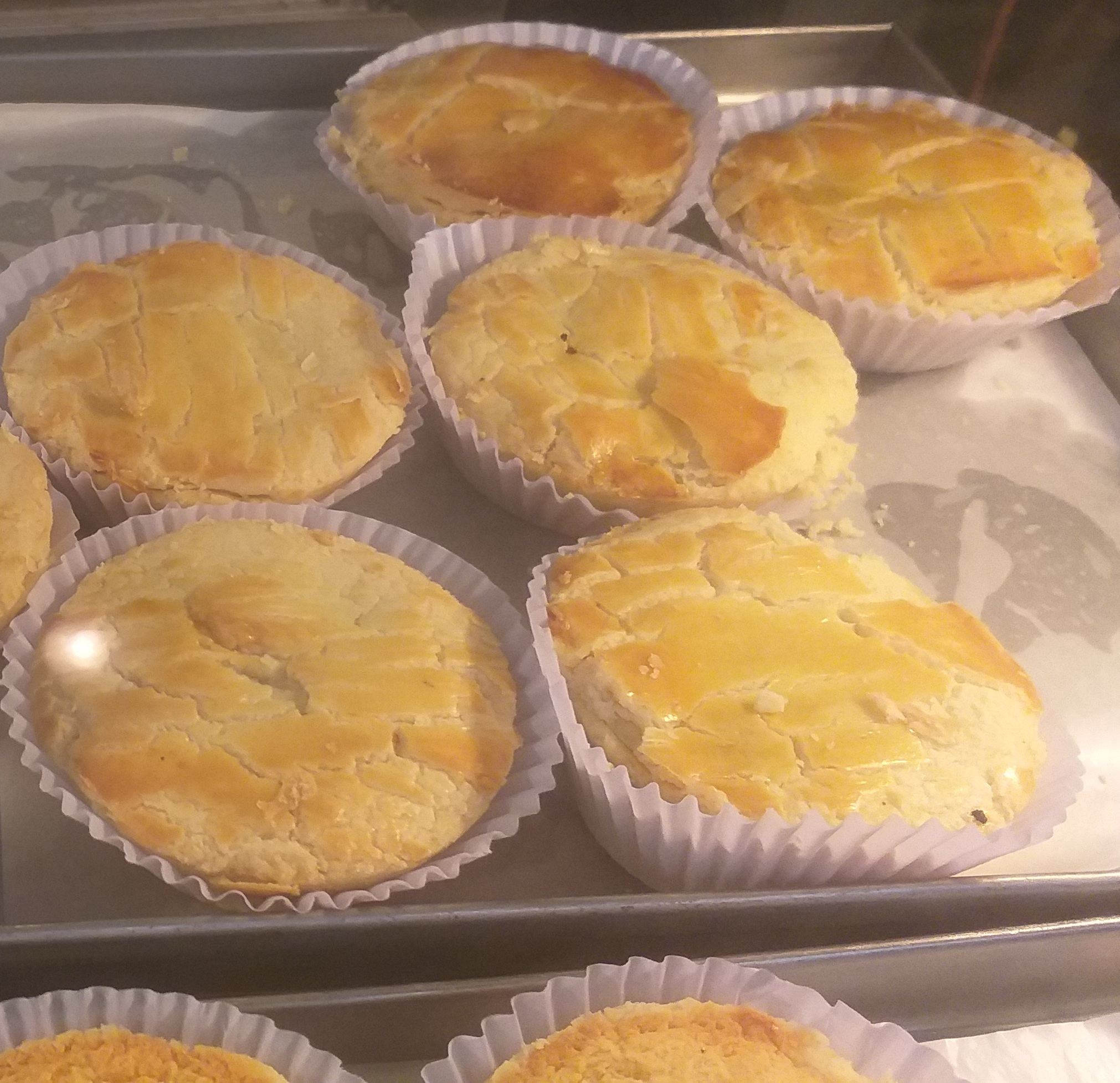
Empada
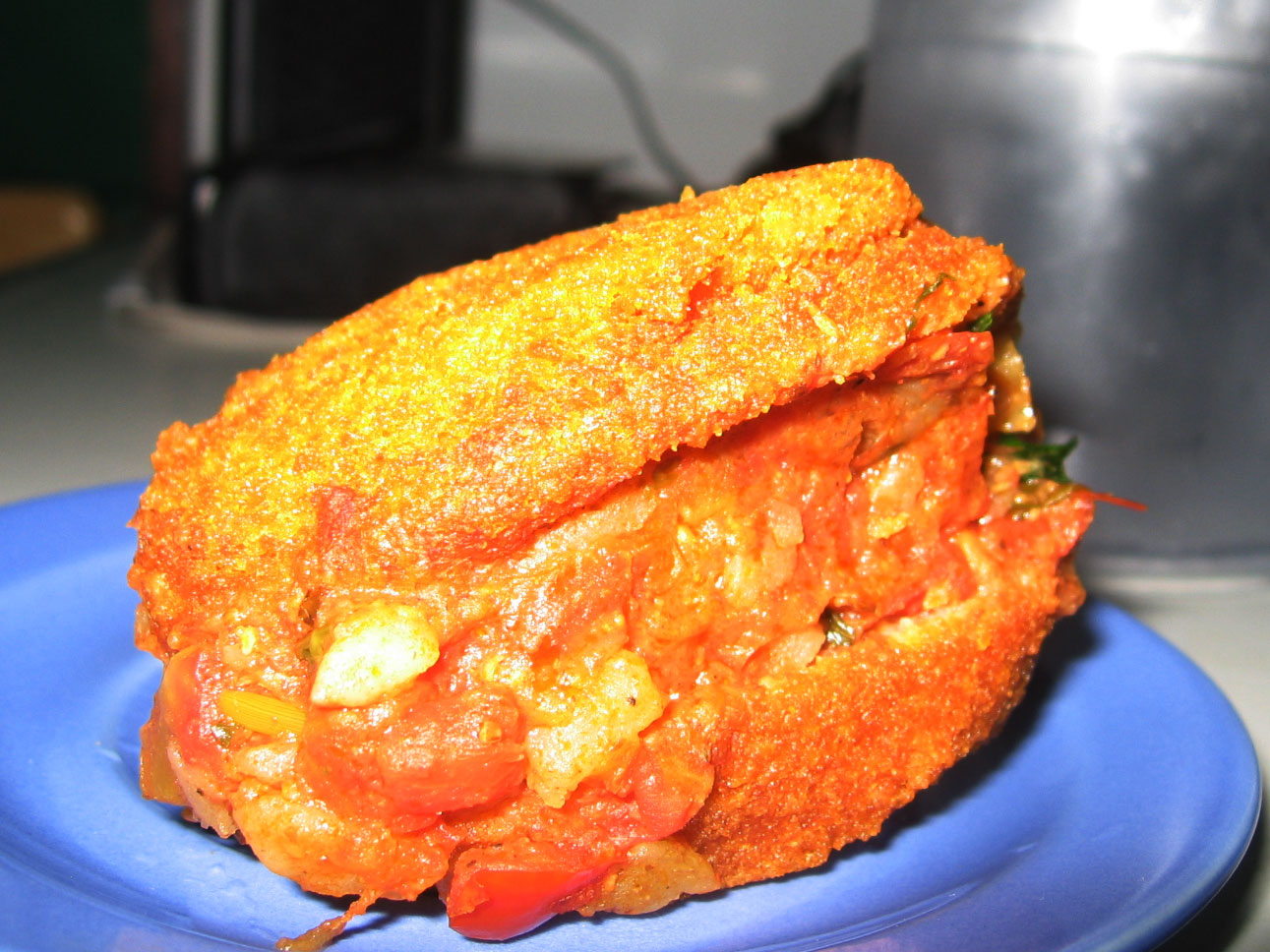
Acarajé

## Hoofdgerechten

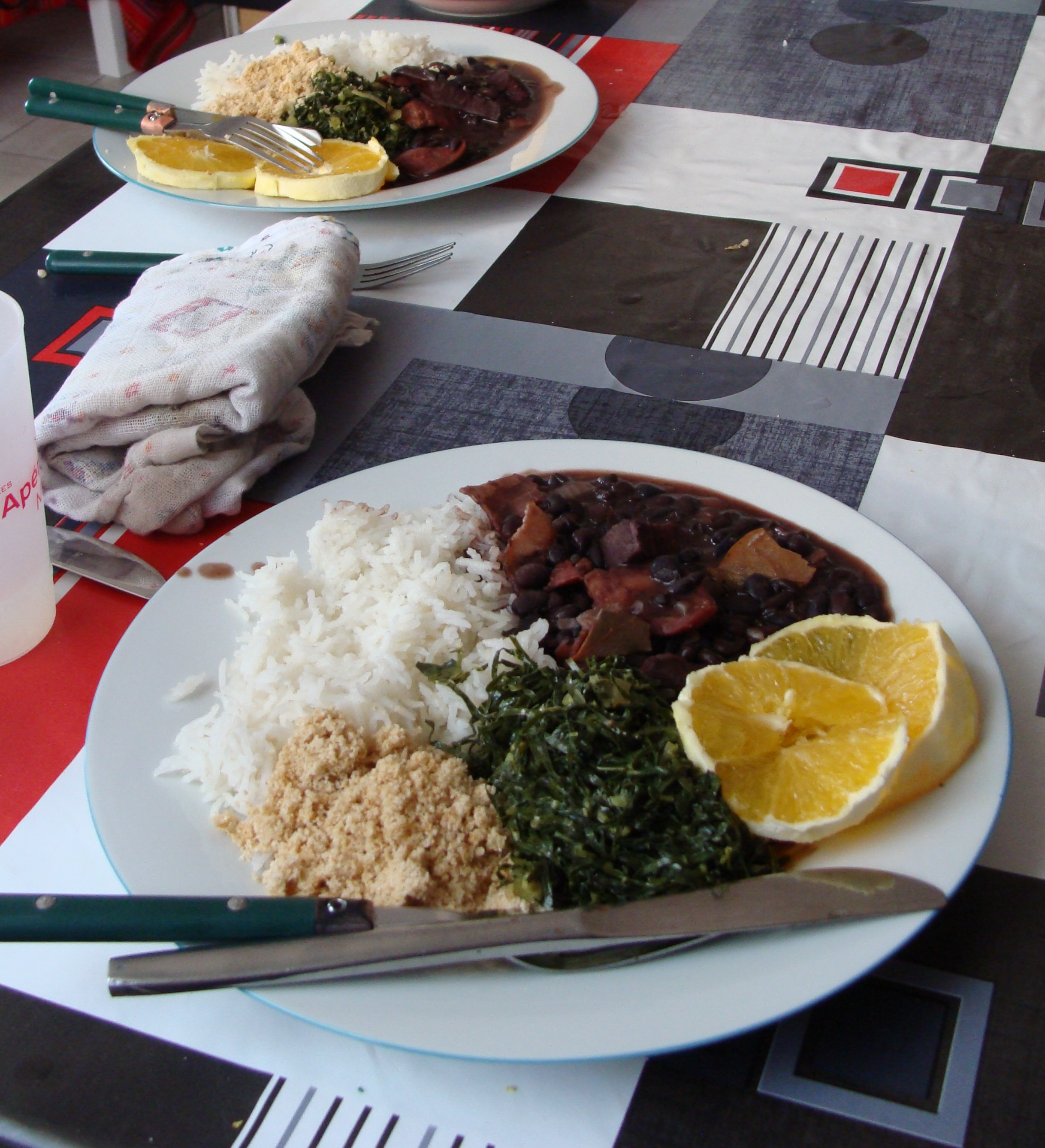
De feijoada wordt meestal geserveerd met rijst, farofa, couve (een soort kool) en sinaasappel.

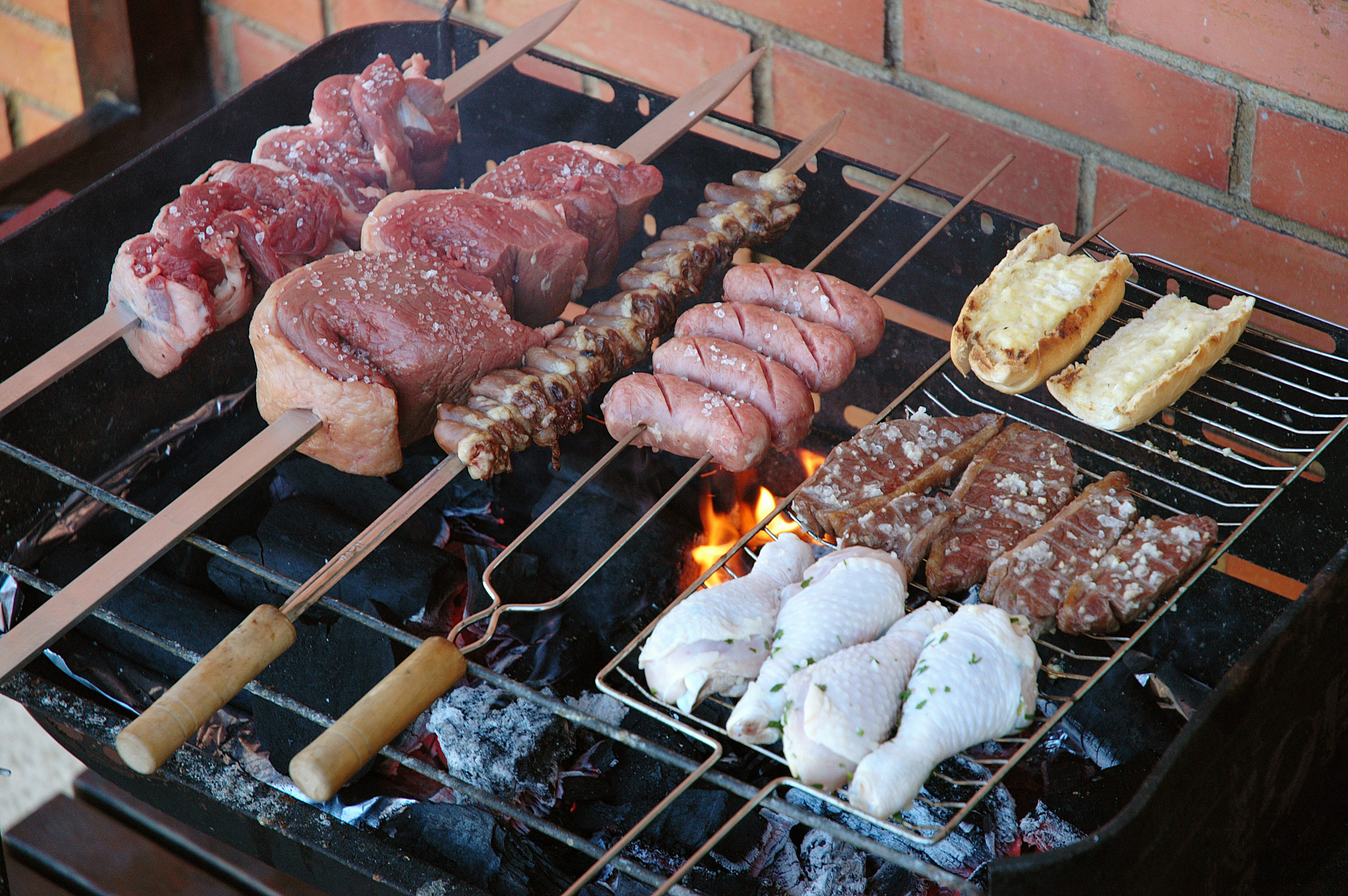
Churrasco typisch Braziliaans, met stukken vlees als picanha en alcatra, kippenharten, Toscaanse worst, lookbrood en kippendijen.

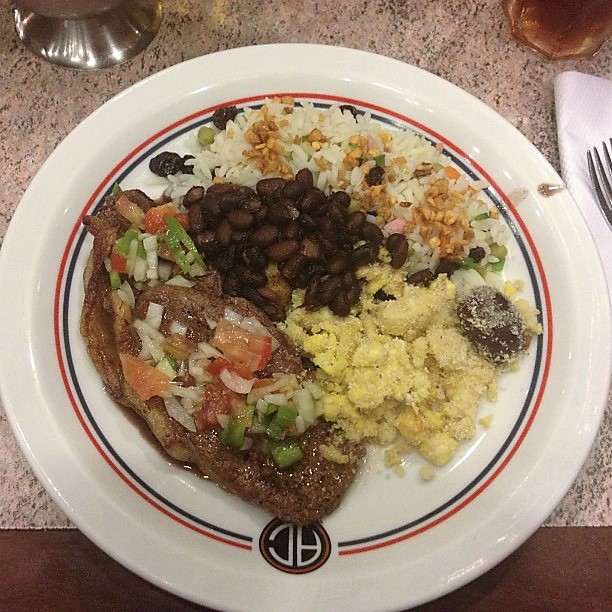
Een typische Braziliaanse lunch bestaat uit rijst, bonen, farofa, picanha en vinaigrette bereid met gesnipperde ui, tomaat en peper, azijn, olie.

- Feijoada, beschouwd als het nationale gerecht van het land, dankt zijn naam aan het belangrijkste ingrediënt, zwarte bonen. Het is een dik gerecht en de bijbehorende garnering is gemaakt van verschillende delen van het varkensvlees, zoals poten, oren en spek, evenals ander gerookt of gezouten vlees. Over het algemeen worden bonen en vlees apart geserveerd en vergezeld van gehakte kool, rijst, gebakken maniok meel, farofa genaamd, en gebakken weegbree. Dit gerecht stamt uit de tijd van de Portugese kolonie. Het heeft enkele overeenkomsten met Cozido à portuguesa.
- Churrasco is het hoofdgerecht van Zuid-Brazilië. In de loop van de tijd hebben andere regio's van Brazilië de churrasco overgenomen en andere manieren bedacht om het te doen. Het restaurant gespecialiseerd in churrasco is een churrascaria.
- Picanha is een typisch Braziliaans stuk vlees, dat het meest wordt gewaardeerd door de mensen van het land.
- Farofa, gekookt cassave meel dat wordt geserveerd als bijgerecht/kruiderij. Vooral de knapperigheid wordt gewaardeerd.
- De pizza gemaakt in Brazilië is uniek in vergelijking met de rest van de wereld. Hoewel het normaal is dat een pizza dun is en weinig ingrediënten bevat, kan hij in Brazilië meer dan 100 smaken hebben, zout (met ingrediënten zoals peperoni, ei, tomaat, rucola, pepers, knoflook, geraspte kip, catupiry kaas, Canadese ossenhaas, tonijn, ui en je vindt er zelfs hamburgers, stroganoff of sushi) of snoep (met smaken zoals chocolade, banaan met kaneel, goiabada met kaas, vijgen, met ijsballetjes, M&M's, enz.).
- De hotdog is een ander gerecht dat in Brazilië is aangepast en praktisch een complete lunch is geworden. Daar is de meest voorkomende versie "X-Tudo" (in letterlijke vertaling, kaas-alles), of "Podrão", waar het, naast conventioneel brood en worstjes met ketchup, mosterd en mayonaise, gevuld is met een reeks van extra ingrediënten variërend van stroaardappelen, geraspte Parmezaanse kaas, maïskorrels, erwten en olijven tot kwarteleitjes.
- Bife à cavalo: een biefstuk gegarneerd met een gebakken ei, meestal vergezeld van frites en soms salade.
- Bife à parmegiana: gebakken biefstuk, bestaande uit een gesneden stuk vlees, gepaneerd met tarwemeel en eieren (eiwitten), belegd met Parmezaanse kaas en veel tomatensaus en smaakmakers als oregano proeven. Soms vervangt de Parmezaanse kaas de plakjes mozzarella. Hoewel het een gerecht is dat in Brazilië is uitgevonden en typisch is voor de Braziliaanse cultuur, wordt het over het algemeen in het land zelf als een Italiaans recept beschouwd.
- Virado, een typisch gerecht uit de staat São Paulo, waar het ook bekend staat als Virado à Paulista, bestaande uit een karbonade, gebakken weegbree, cassavemeel bonen, rijst, kool en gebakken ei.
- Tutu de feijão, typisch gerecht van de staat Minas Gerais, gemaakt met gekookte bonen, gebakken en ingedikt met cassave of maïsmeel. Het wordt meestal gebakken met stukjes gebakken spek, ui en knoflook, en gemengd met maniokmeel of maïsmeel, afhankelijk van het type boon.
- Torresmo
- De Arroz carreteiro is een typisch gerecht uit de zuidelijke regio van Brazilië, gemaakt van rijst waaraan goed gesneden en gebakken rundvlees wordt toegevoegd, versnipperd of gehakt gedroogd vlees of gedroogd vlees aan de sol, soms paio, bacon en chorizo in stukjes, gebakken in veel vet, met knoflook, ui, tomaat en peterselie, altijd met veel kruiden.
- De Galinhada is een typisch gerecht uit de staten São Paulo, Minas Gerais en Goiás, bestaande uit gekookte rijst en stukjes gekookte kip. De smaakmaker is samengesteld uit saffraan (die de typische gelige kleur aan de rijst geeft), vinaigrette (optioneel en om te begeleiden) en tutu van bonen. Het typische Goiana-kipgerecht bevat guariroba (een soort bittere palm) en pequi.
- Barreado: typisch gerecht van de kust van Paraná op basis van rundvlees of varkensvlees.
- Bobó de camarão: garnalensoep, typisch voor de noordoostelijke regio van Brazilië
- Carne de sol: gezouten en gerookt rundvlees, typisch voor de noordoostelijke regio van Brazilië
- Moqueca: Het is een stoofpot, meestal op basis van vis, typisch voor de staten Pará, Bahia en Espírito Santo. Het kan bereid worden met vis, schaaldieren, schaaldieren, kip of kippeneieren.
- Tacacá, Amazonesoep gemaakt met tucupi, jambu, gedroogde garnalen, lange koriander en pepers.
- Cuzcuz: maïsmeelcake, met langoustines en sardines, met groenten.

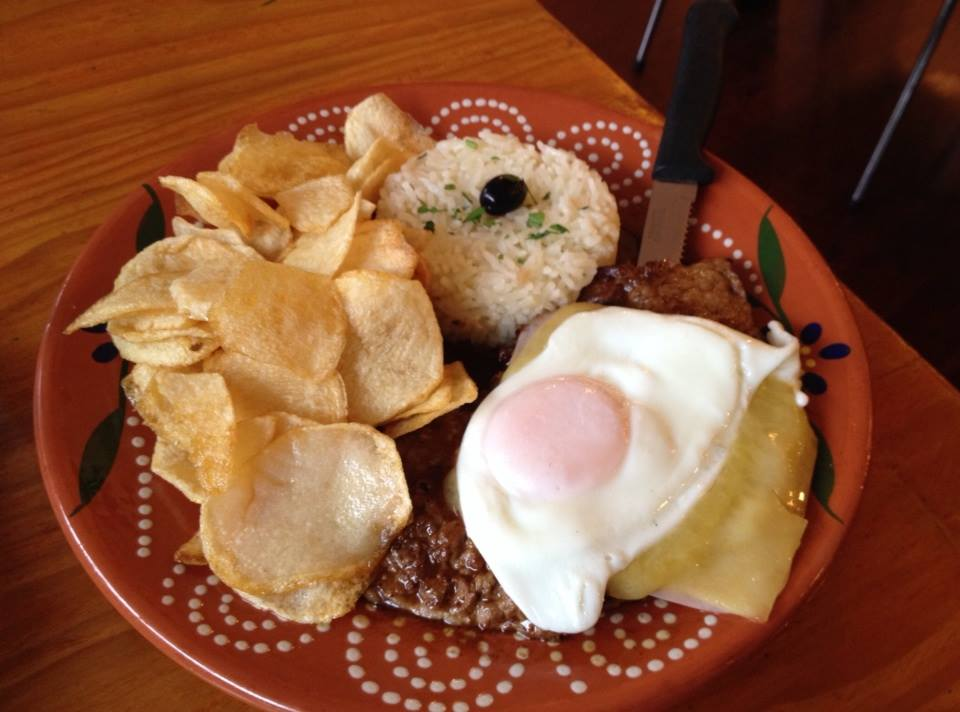
Bife à cavalo, een biefstuk bedekt met een ei, geserveerd met frites en rijst
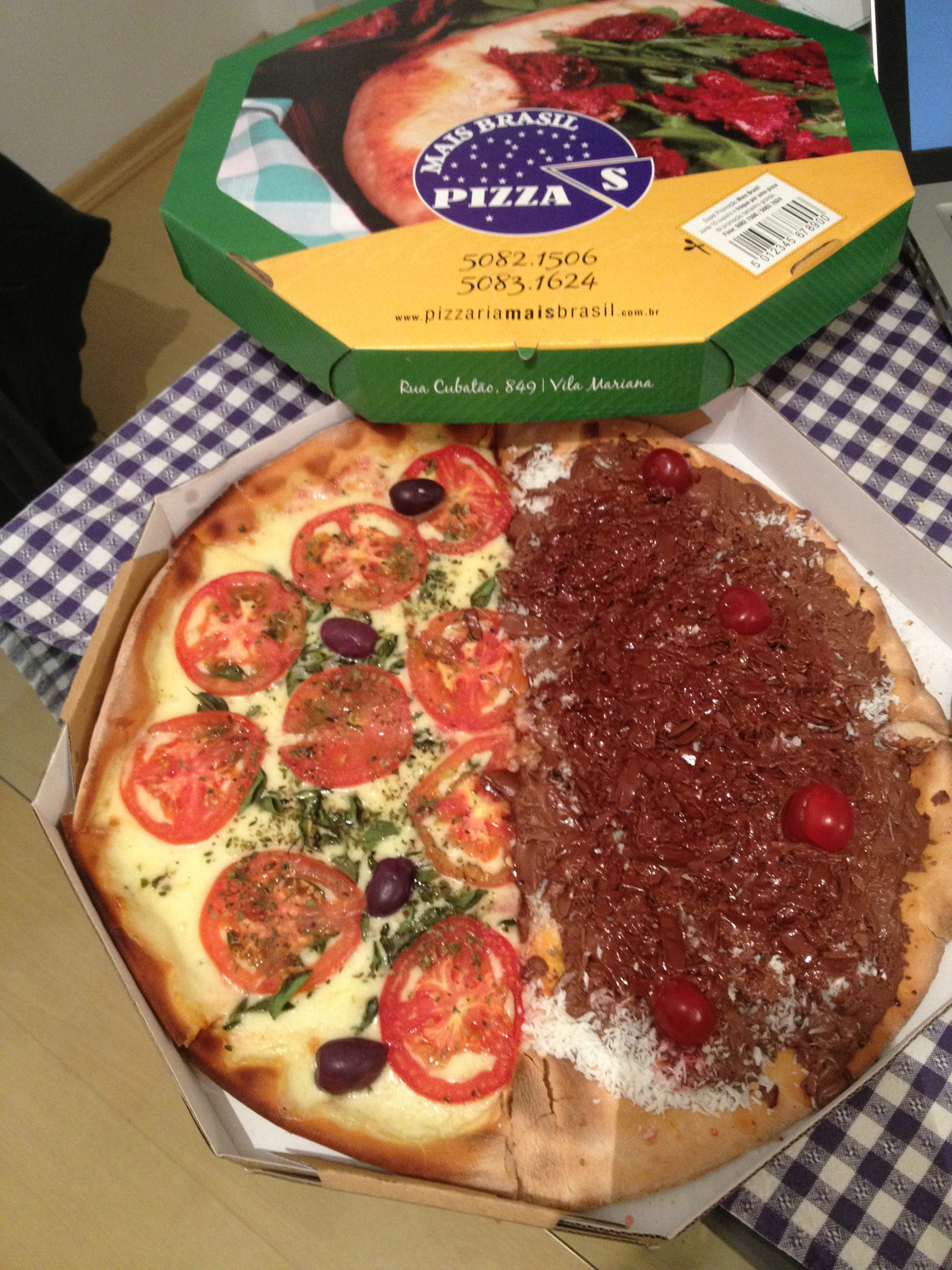
Braziliaanse pizza's kunnen bijna elke smaak hebben. Op de foto een pizza halve mozzarella, tomaat, olijven en kruiden (hartig) en halve chocola, kokos en kersen (zoet).
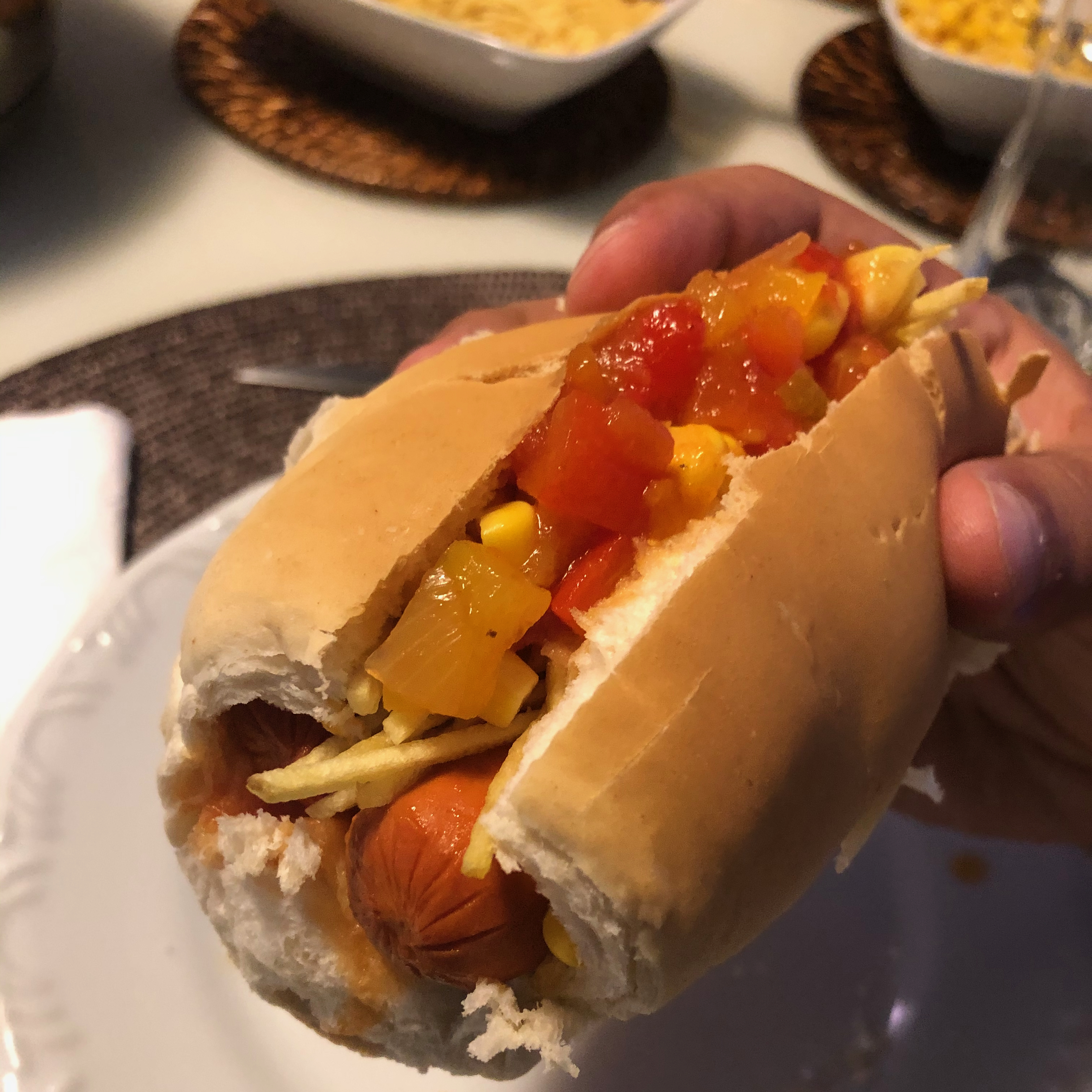
Braziliaanse hotdog met tomaat, mais, batata-palha (stroaardappelen) en ui.
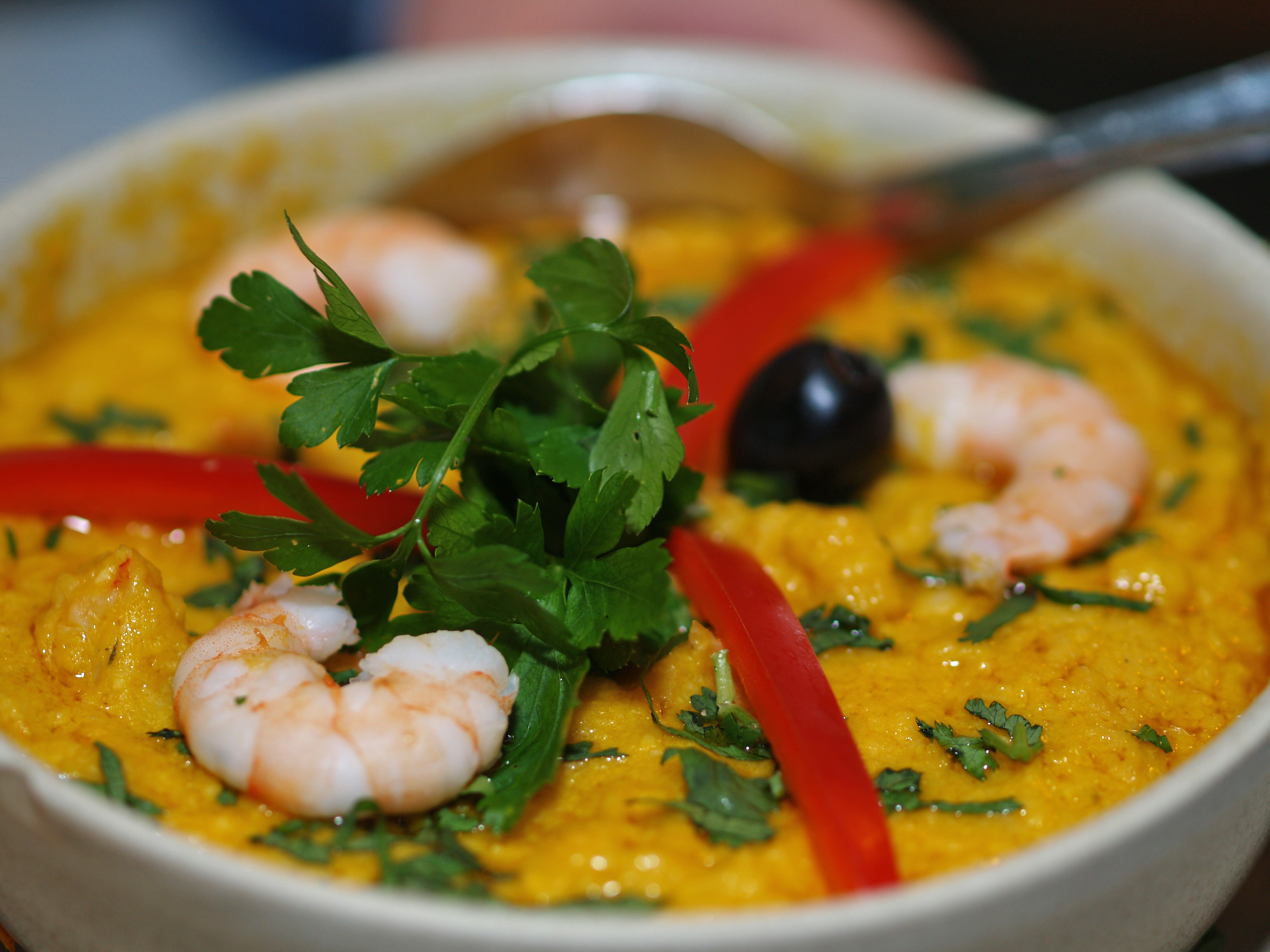
Vatapá
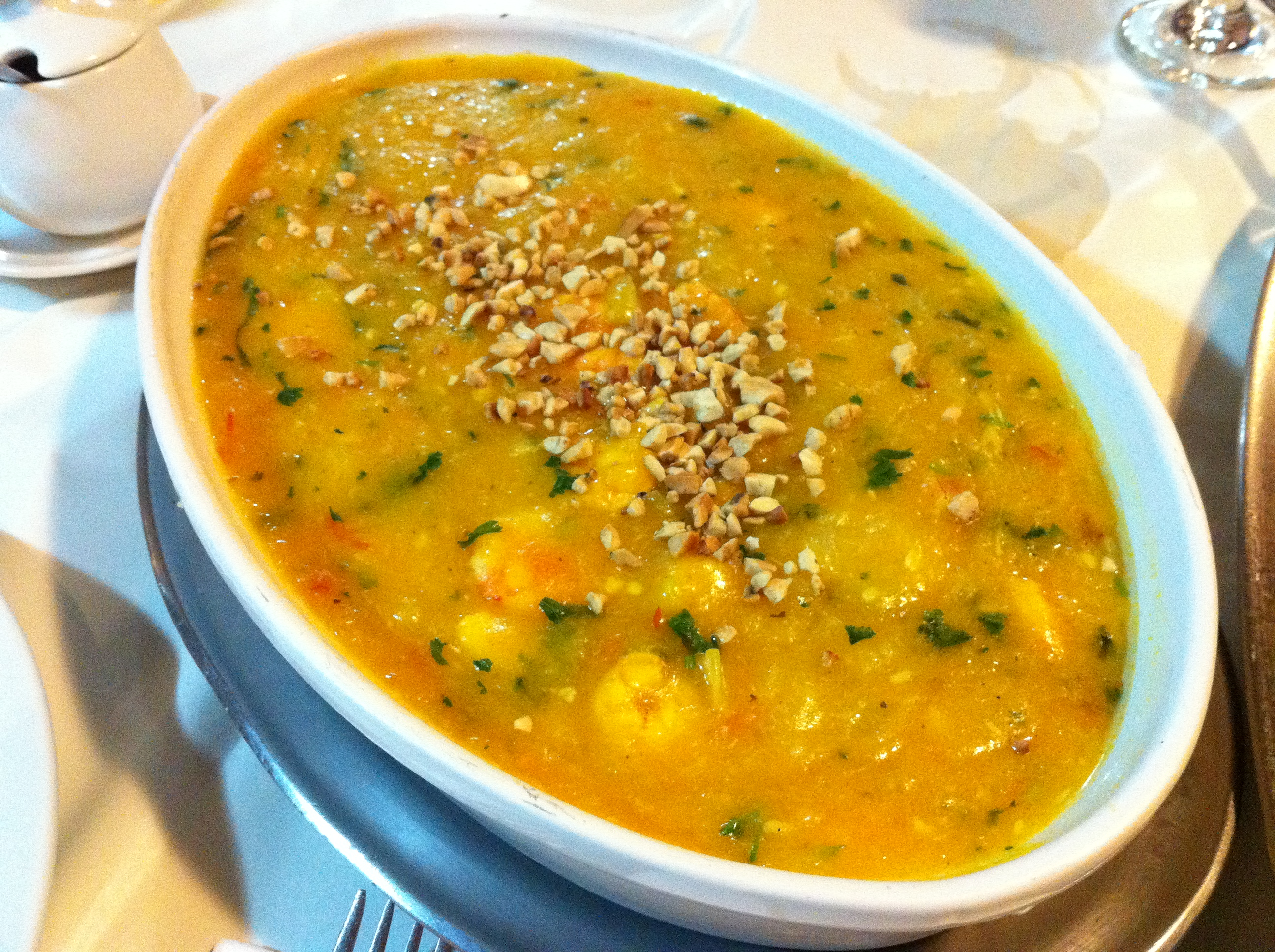
Bobó de camarão

## Nagerechten

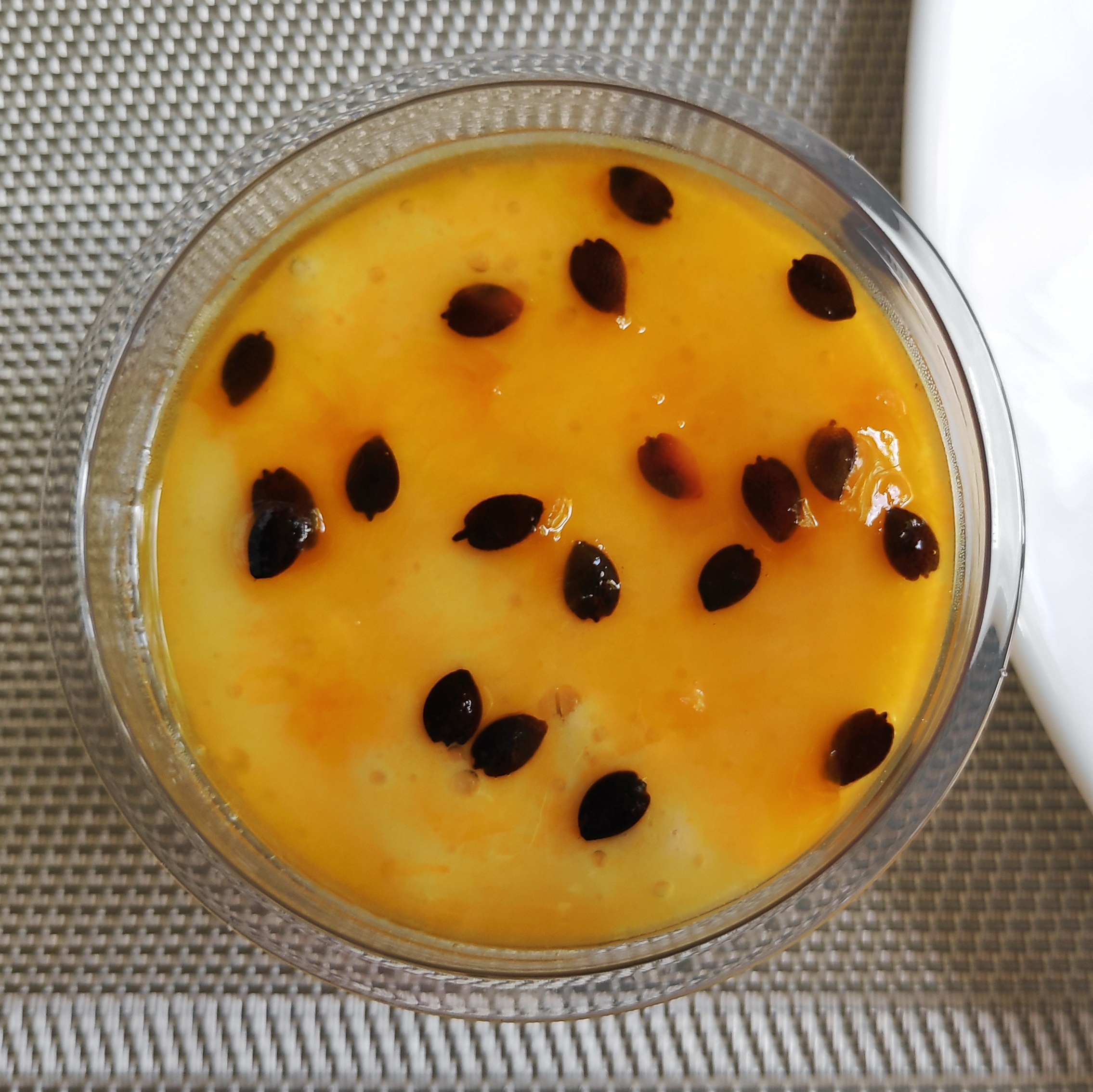
Passievruchtmousse.

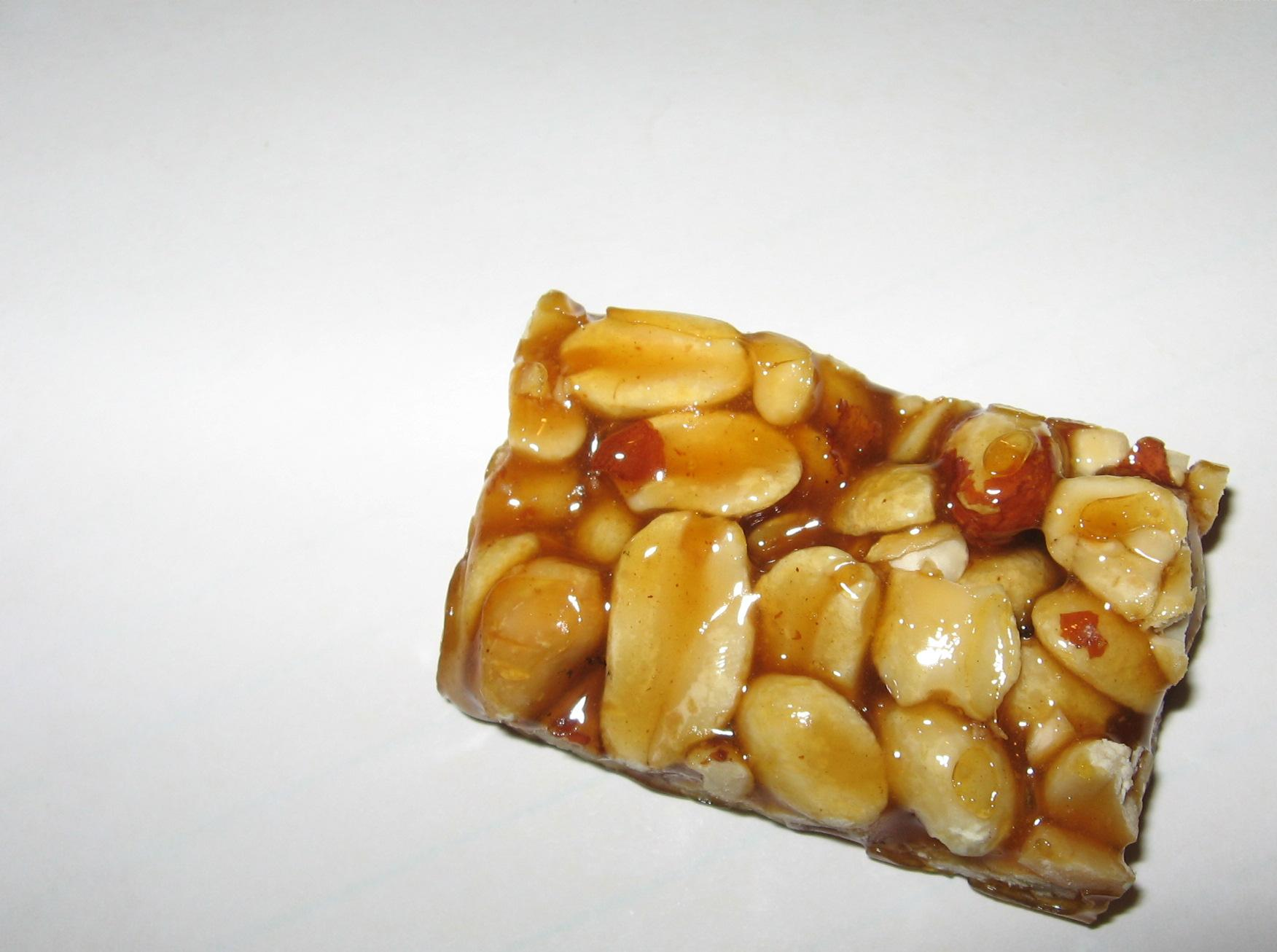
Pé-de-moleque.

- Brigadeiro, een soort truffel gemaakt van gezoete gecondenseerde melk, boter en cacao.
- Paçoca, een dessert gemaakt van peanut
- Cocada (kokossnoep)
- Pudim de leite (flan gemaakt van gecondenseerde melk, van Franse oorsprong)
- Quindim (kokos-eiercrème)
- Beijinho (kokos truffels met kruidnagel)
- Cajuzinho (pinda en cashew truffels)
- Olho-de-sogra (beijinho jam in een pruim (hoewel sommige recepten eigeel bevatten))
- Açaí na tigela (bestaat meestal uit een mengsel van açaí (Braziliaans fruit) met bananen en ontbijtgranen of aardbeien en ontbijtgranen (meestal granola of muslix))
- Doce de leite
- Pé-de-moleque (op basis van pinda's en gekaramelliseerde suiker)
- Goiabada (guavejam en suiker)
- Romeu e Julieta: goiabada (guavejam en suiker) met cottage cheese (meestal Minas-kaas of requeijão-kaas)
- Maria-mole (vergelijkbaar met een marshmallow, gemaakt met suiker, gelatine en eiwitten, gegarneerd met geraspte kokosnoot)
- Pamonha
- Sagu (gemaakt met tapiocaparels, suiker en rode wijn)
- Queijadinha (een slagroomtaart gemaakt met geraspte kokos en kaas, gezoete gecondenseerde melk, suiker, boter en eidooiers)
- Passievruchtmousse
- Manjar branco (een witte Braziliaanse kokospudding die lijkt op de Franse Blanc-manger)
- Creme de papaia (papaya gemengd met ijs van vanille. Crème de cassis wordt meestal toegevoegd, maar kan worden vervangen met een niet-alcoholische cassissiroop. Het was halverwege de jaren negentig een culinaire rage in Brazilië. Tegenwoordig is de populariteit enigszins afgenomen.)
- Rapadura

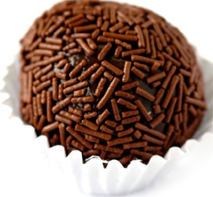
Brigadeiro
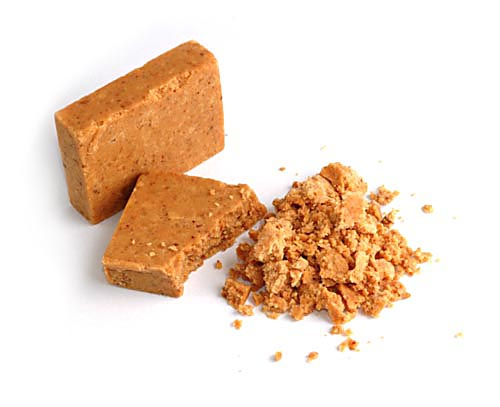
Paçoca
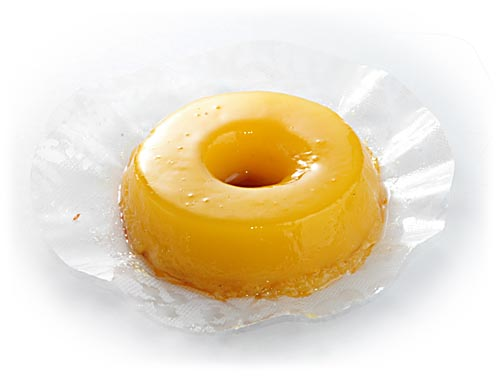
Quindim
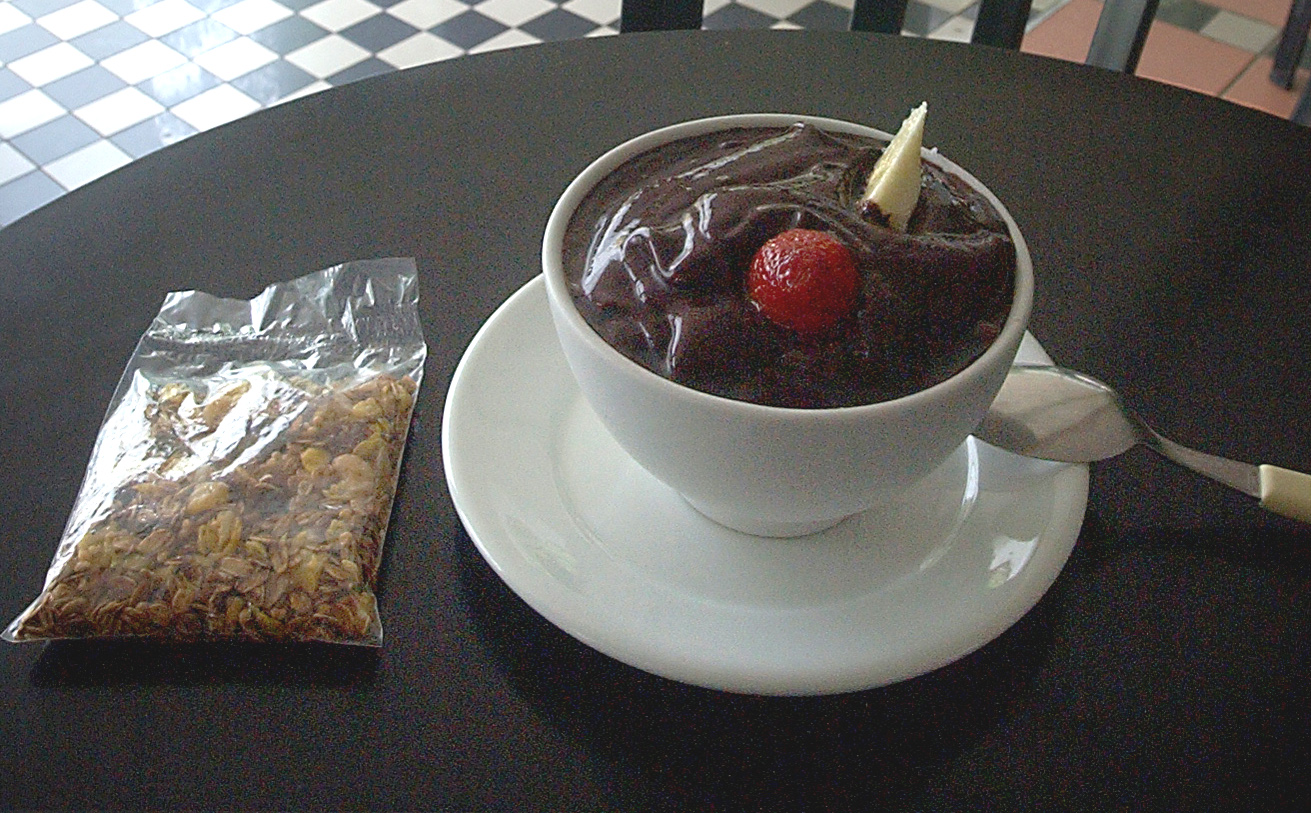
Açaí
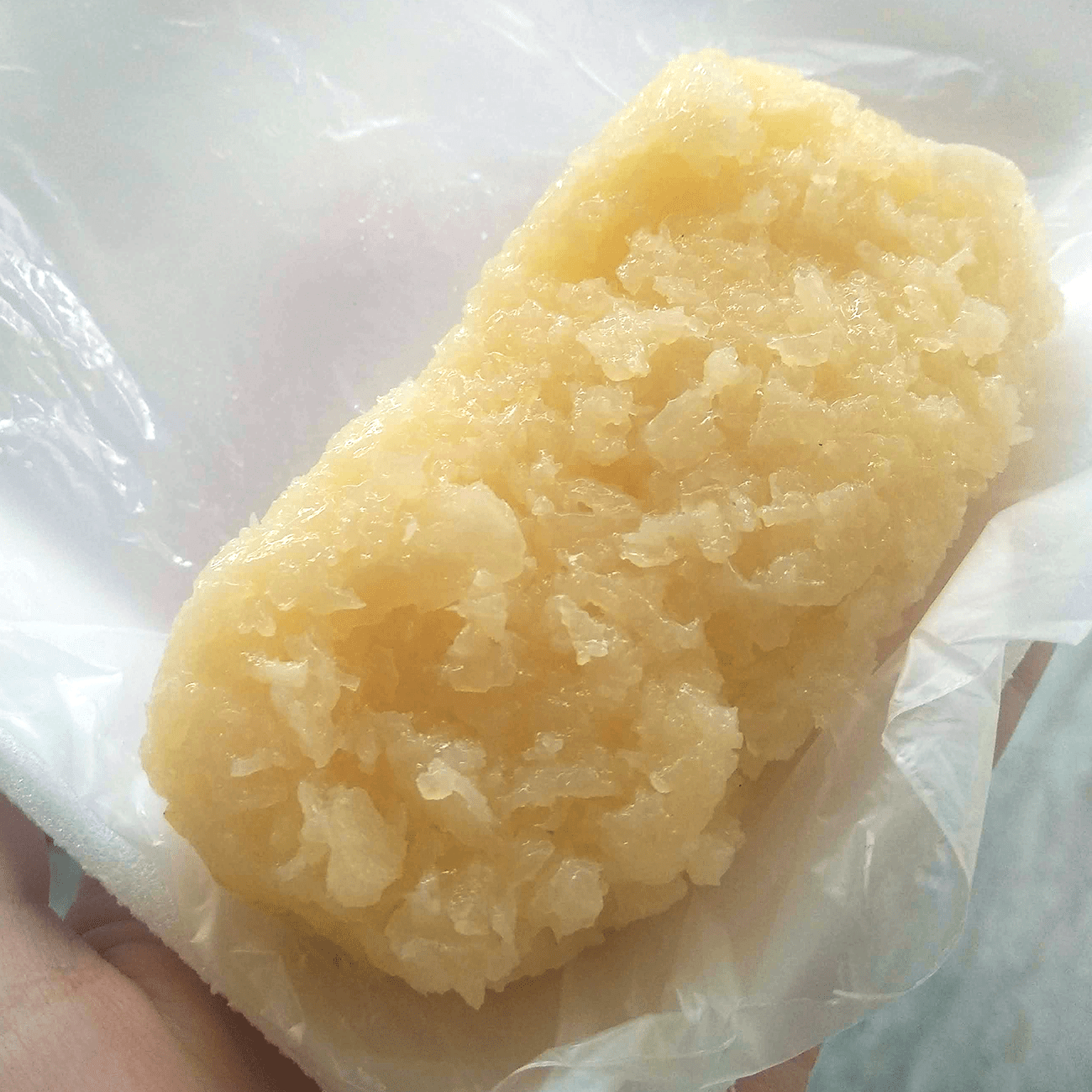
Cocada

## Drankjes

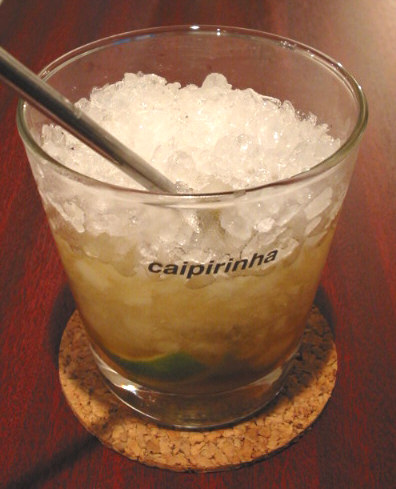
Caipirinha glas.

- De Caipirinha, cocktail gemaakt met Cachaça en citroen.
- De Cachaça, suikerrietalcohol.
- Batida: Cocktail typisch voor de Braziliaanse keuken, fruitsap smoothie met cachaça en suiker.
- Guaraná, een verfrissende koolzuurhoudende drank gemaakt van guaraná uit het Amazone-regenwoud.
- Chimarrão
- Suco de caju - (Vruchtensap gemaakt van cashew)
- Jabuticaba likeur - (Likeur gemaakt van jabuticaba)
- Limonada Suíça (Zwitserse limonade), bereid met geraspte limoenschijfjes, ijsblokjes, suiker en water.
- Quentão, wat "erg heet" betekent, is een Braziliaanse warme drank gemaakt met cachaça en kruiden. Het wordt vaak geserveerd tijdens feesten die bekend staan als Festas Juninas (junifeesten).
- Kokoswater
- Suikerrietbouillon

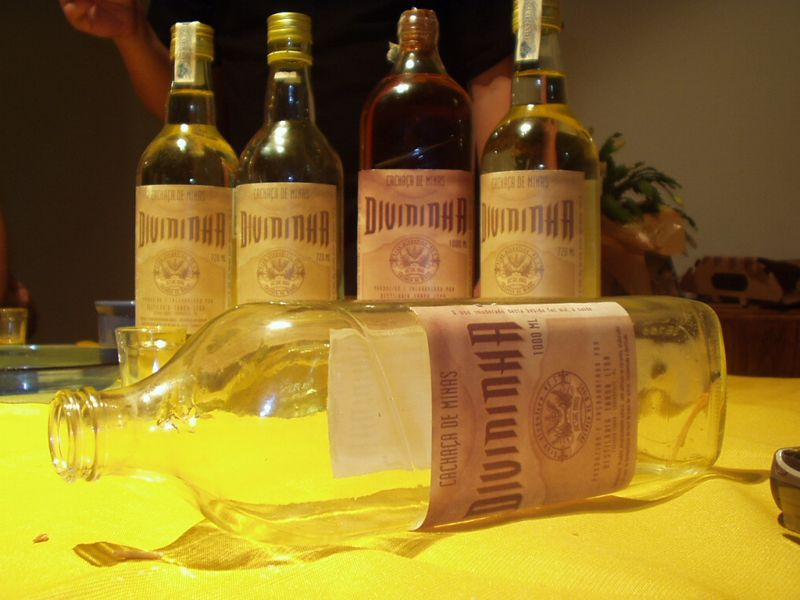
Cachaça
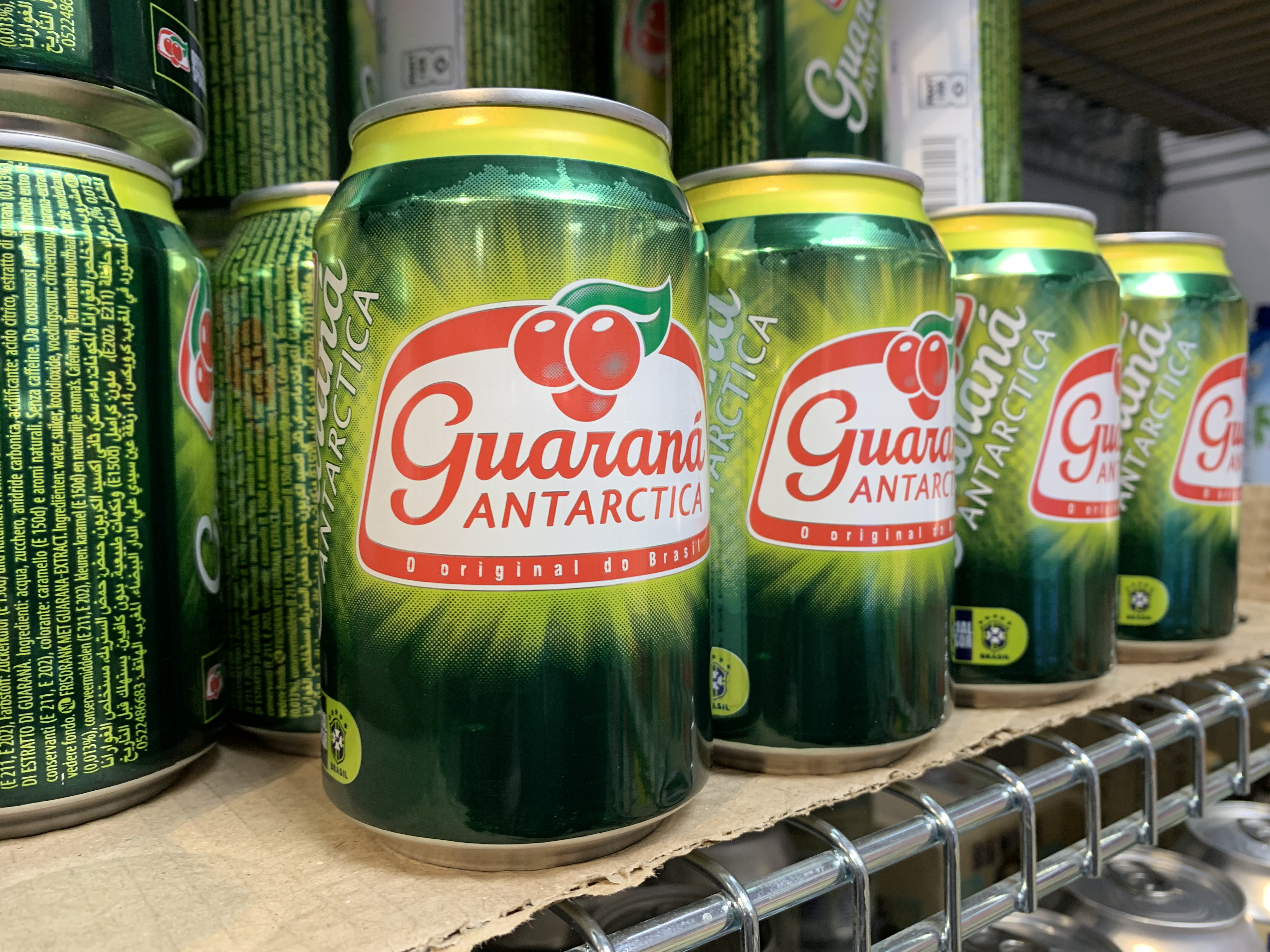
Guaraná
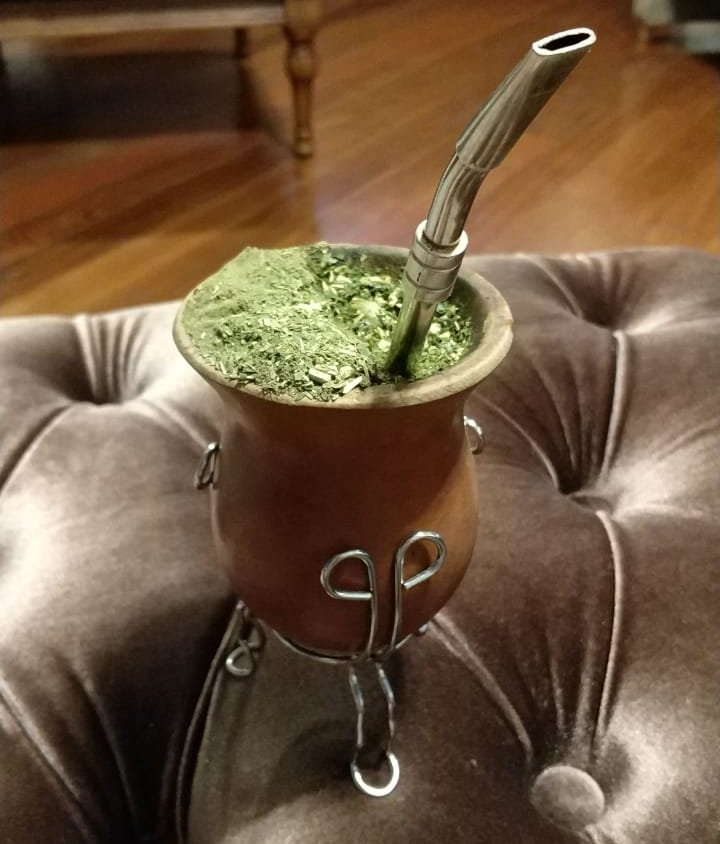
Chimarrão
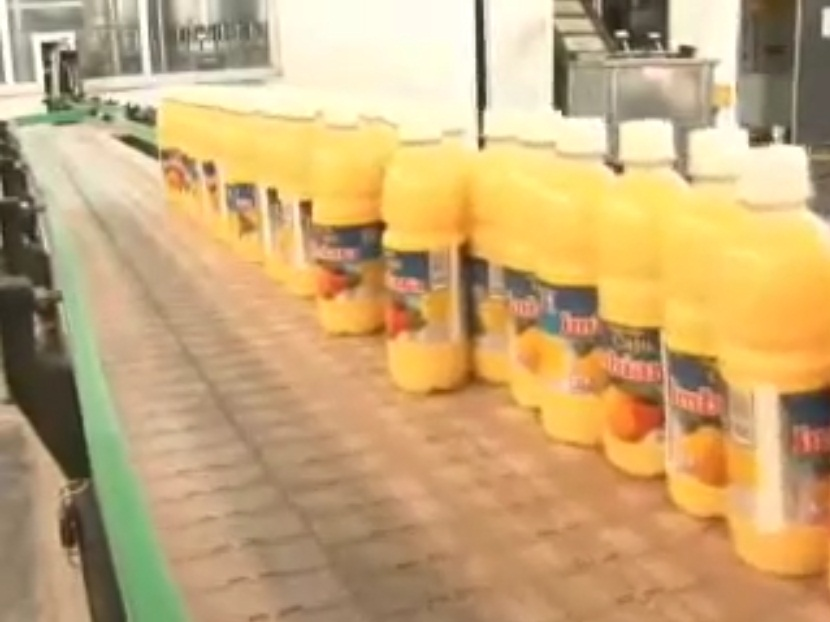
Suco de caju
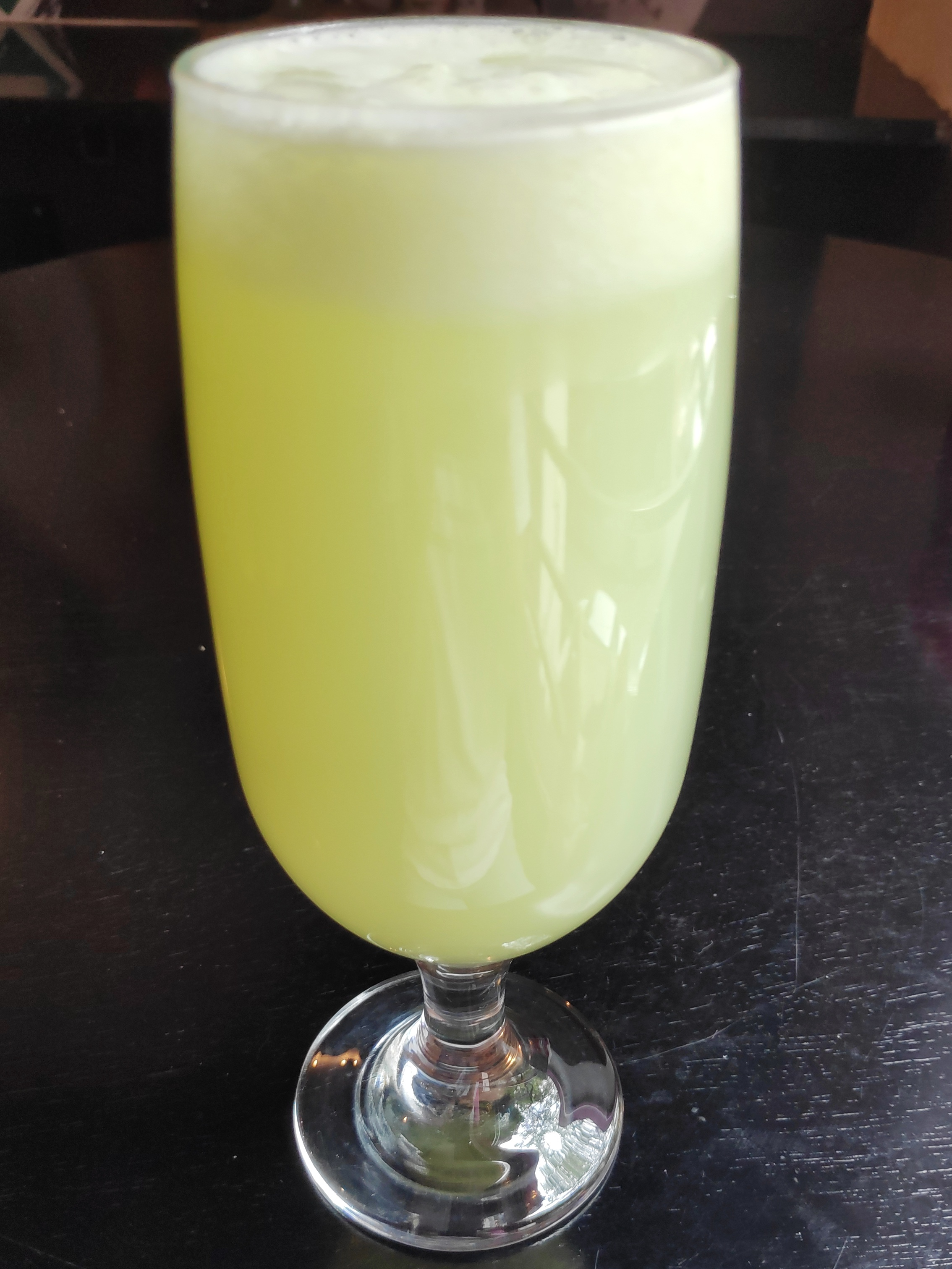
Zwitserse limonade

## Kaas
- Minas, ook bekend als "witte kaas", is licht en wordt voornamelijk gebruikt voor mensen die gezonder willen eten, aanbevolen in diëten en zelfs voor mensen met gastritis
- Catupiry, een romige kaas uitgevonden in Brazilië die voornamelijk wordt gebruikt als topping of vulling voor pizza's
- Requeijão, de Braziliaanse requeijão heeft een paar variëteiten. De "Requeijão de Corte" is de oudste variëteit, in wezen handgemaakt en solide; De "Requeijão Cremoso" is momenteel de meest voorkomende variëteit, zijnde een pasteuze, witgekleurde zuivelproduct, gemaakt met magere melk en verse room. Het wordt meestal verkocht in glazen of plastic bekers en als ontbijt op brood gesmeerd. De "Requeijão Culinario" is een meer consistente variëteit van romige kwark, ontworpen om hoge temperaturen te weerstaan zonder de eigenschappen te veranderen.
- Canastra
- Coalho, is een hittebestendige kaas, wat betekent dat hij gekookt en gegrild kan worden. Het wordt meestal gegeten op het strand of in churrascos, gegrild aan spiesen boven het vuur en gerookt gegeten boven het vuur.

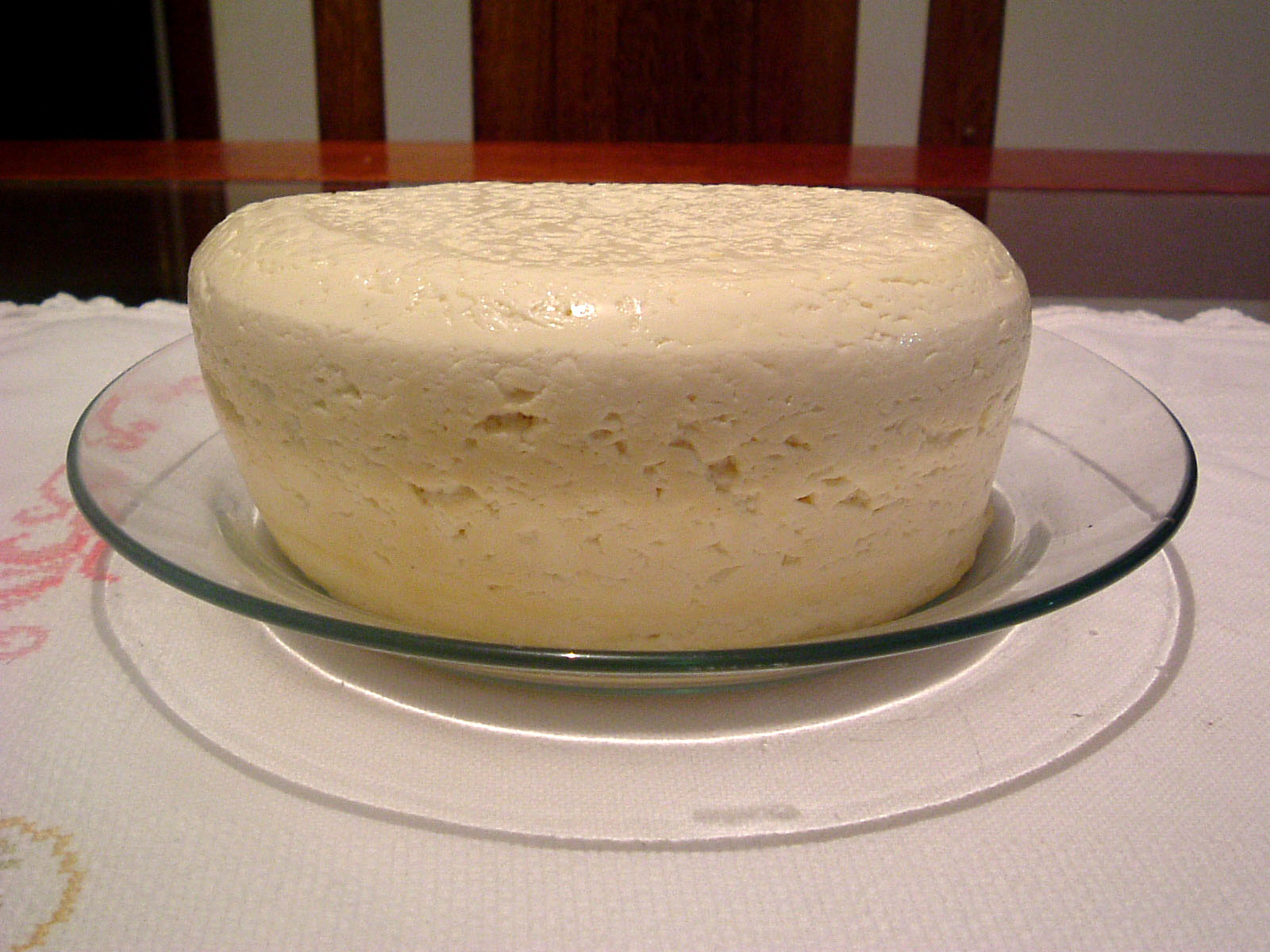
Queijo Minas
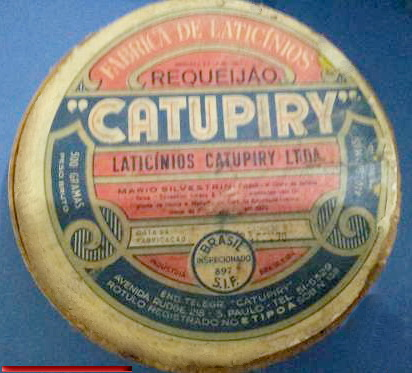
Catupiry
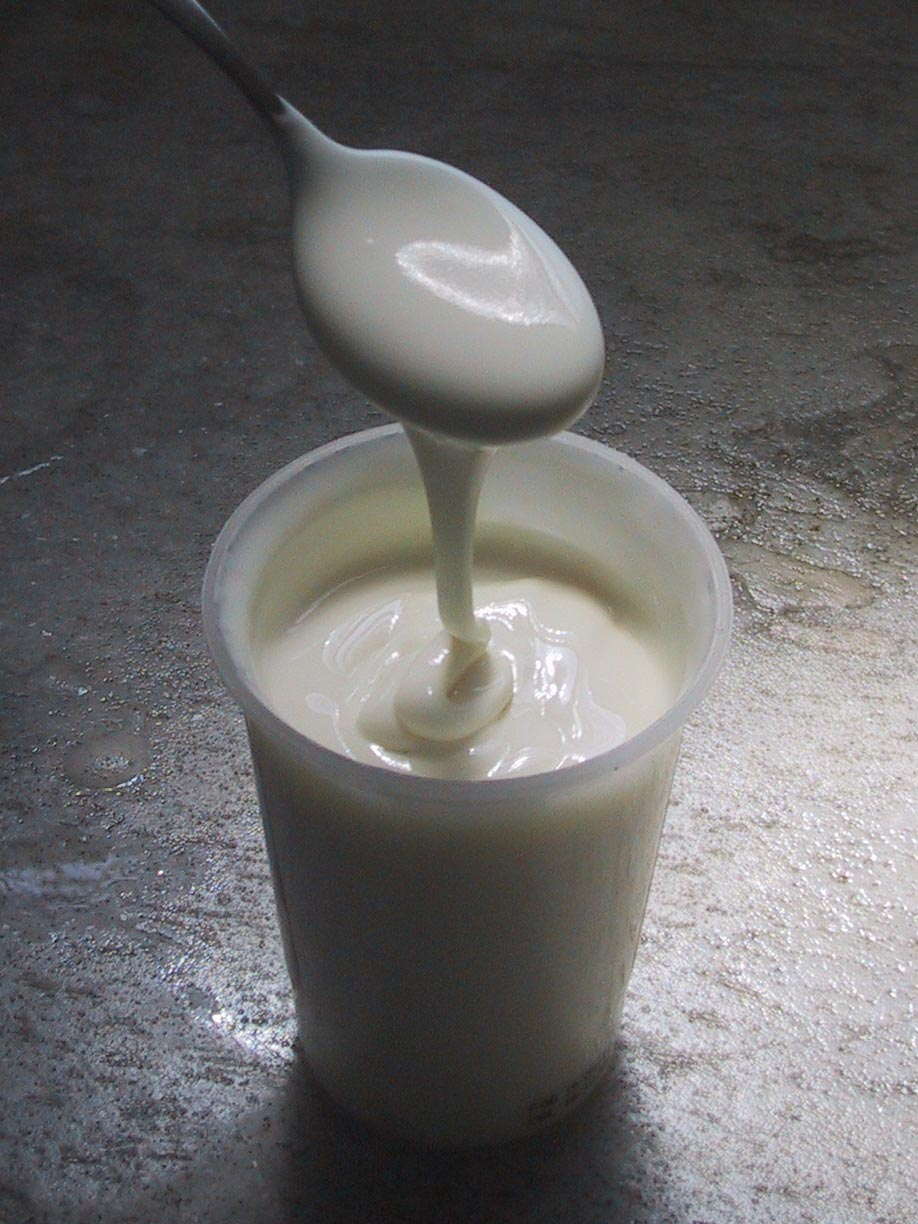
Requeijão
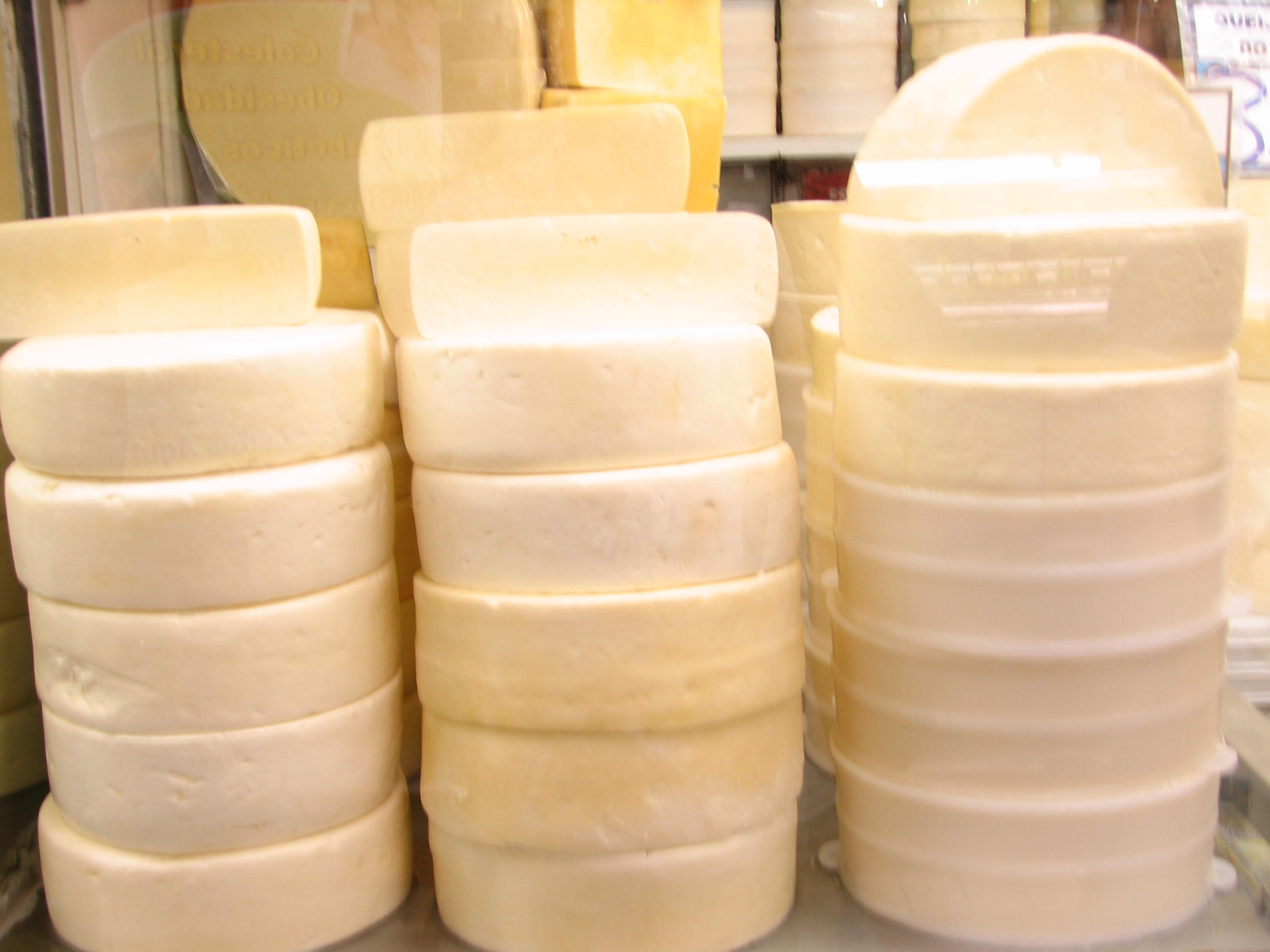
Canastra
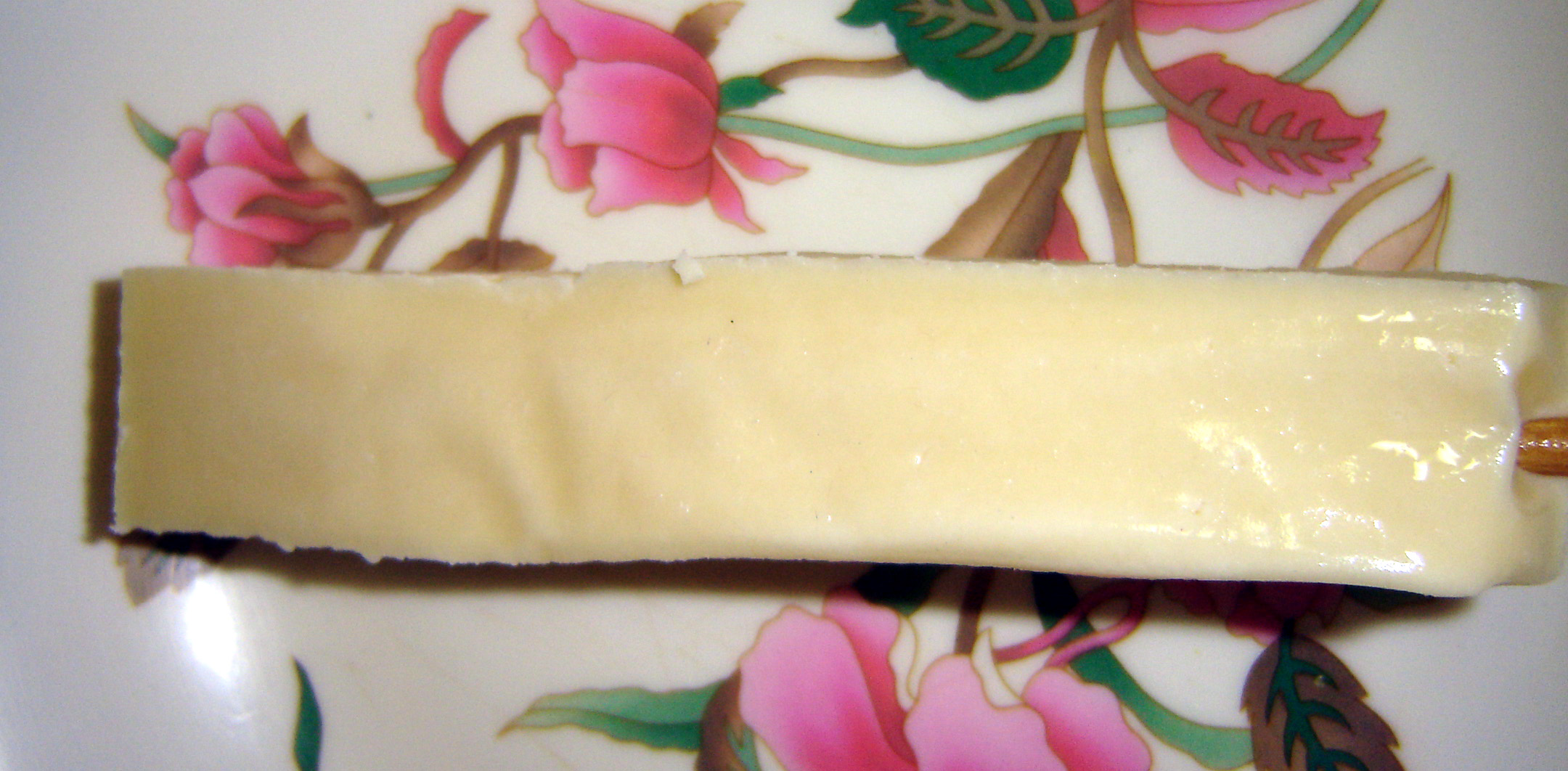
Queijo coalho

## Typische taarten (bolos)

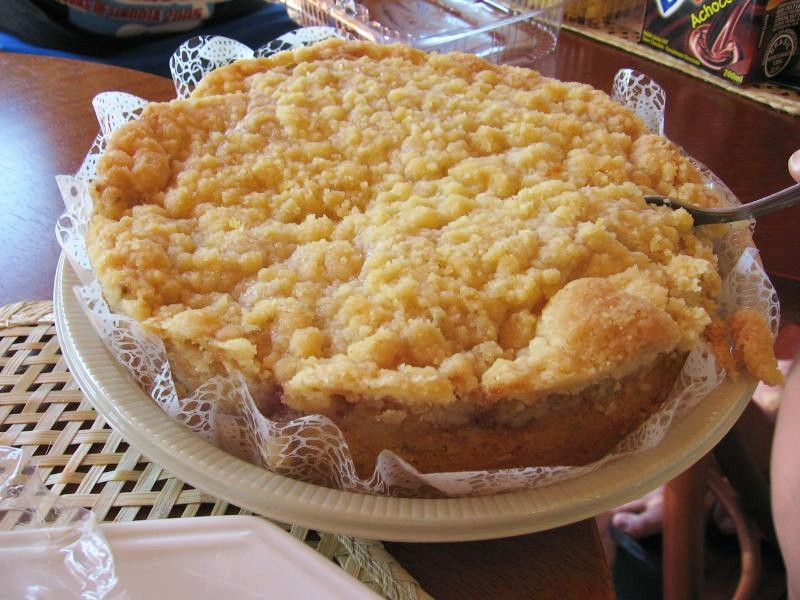
Cuca, een tafelcake gemaakt met eieren, tarwemeel, boter en bedekt met suiker, vergelijkbaar met Streuselkuchen, een traditionele Duitse cake. Het is typerend voor de zuidelijke regio van Brazilië. Op de foto een Braziliaanse cuca bedekt met banaan.

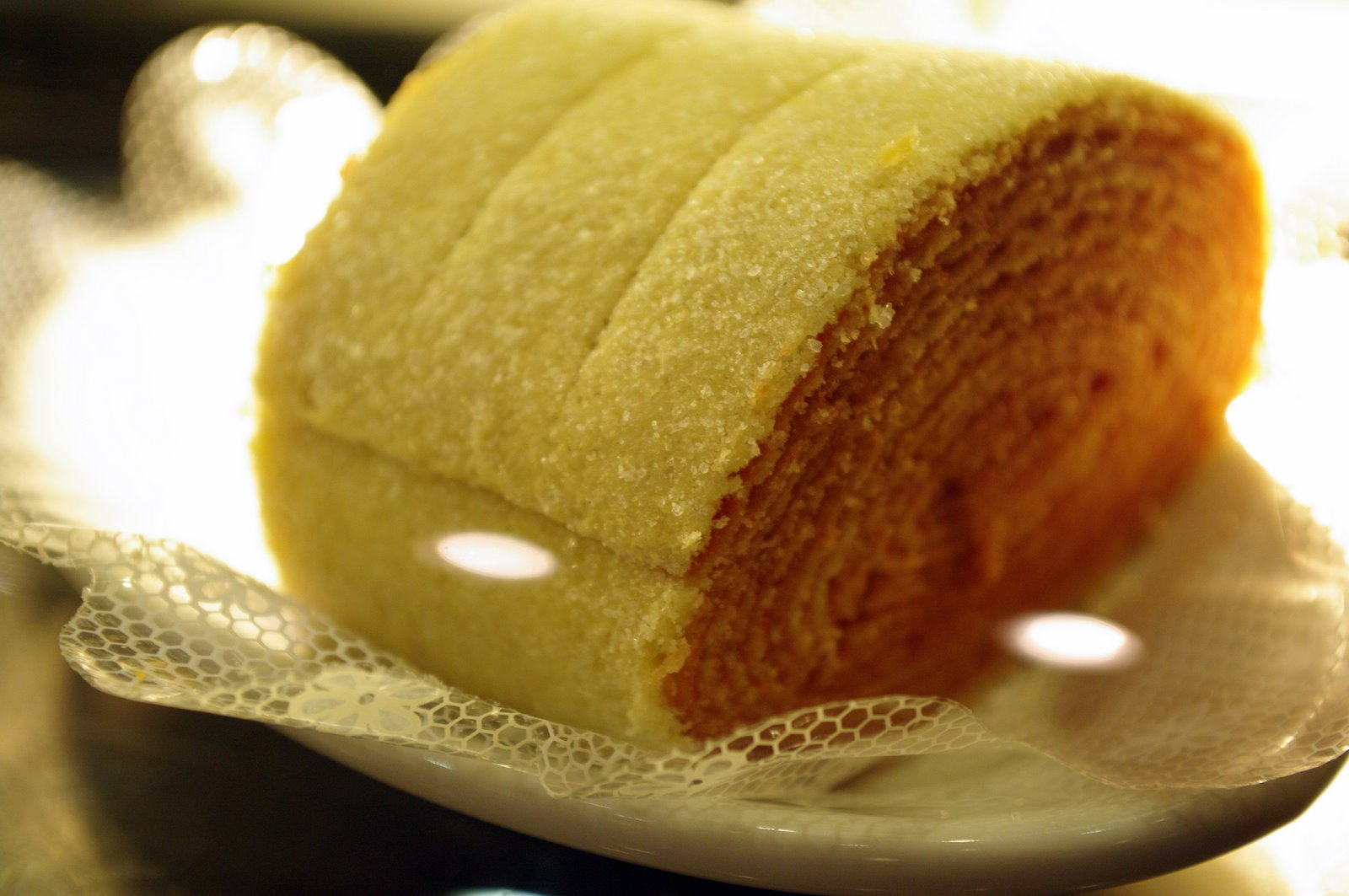
Bolo de rolo, typisch voor de staat Pernambuco.

- Nega maluca (chocoladetaart met chocoladecoating en Hagelslag)
- Pão de mel (iets dat lijkt op peperkoek, meestal bedekt met gesmolten chocolade)
- Bolo de rolo (rolcake, een dun deeg omwikkeld met gesmolten guave)
- Bolo de cenoura (worteltaart met chocoladelaag gemaakt met boter en cacao)
- Bolo prestígio (cake bedekt met een versie van brigadeiro, die cacaopoeder vervangt door geraspte kokos)
- Bolo de fubá (maïsmeelcake)
- Bolo de milho (maïscake in Braziliaanse stijl)
- Bolo de maracujá (passievrucht cake)
- Bolo de aipim (yucca taart)
- Bolo de queijo (letterlijk "cheesecake")
- Bolo de laranja (sinaasappelcake)
- Bolo de banana (Bananencake met kaneel erover gestrooid)
- Cuca, een tafelcake gemaakt met eieren, tarwemeel, boter en bedekt met suiker, vergelijkbaar met Streuselkuchen, een traditionele Duitse keukencake. Het is typerend voor de zuidelijke regio van Brazilië.

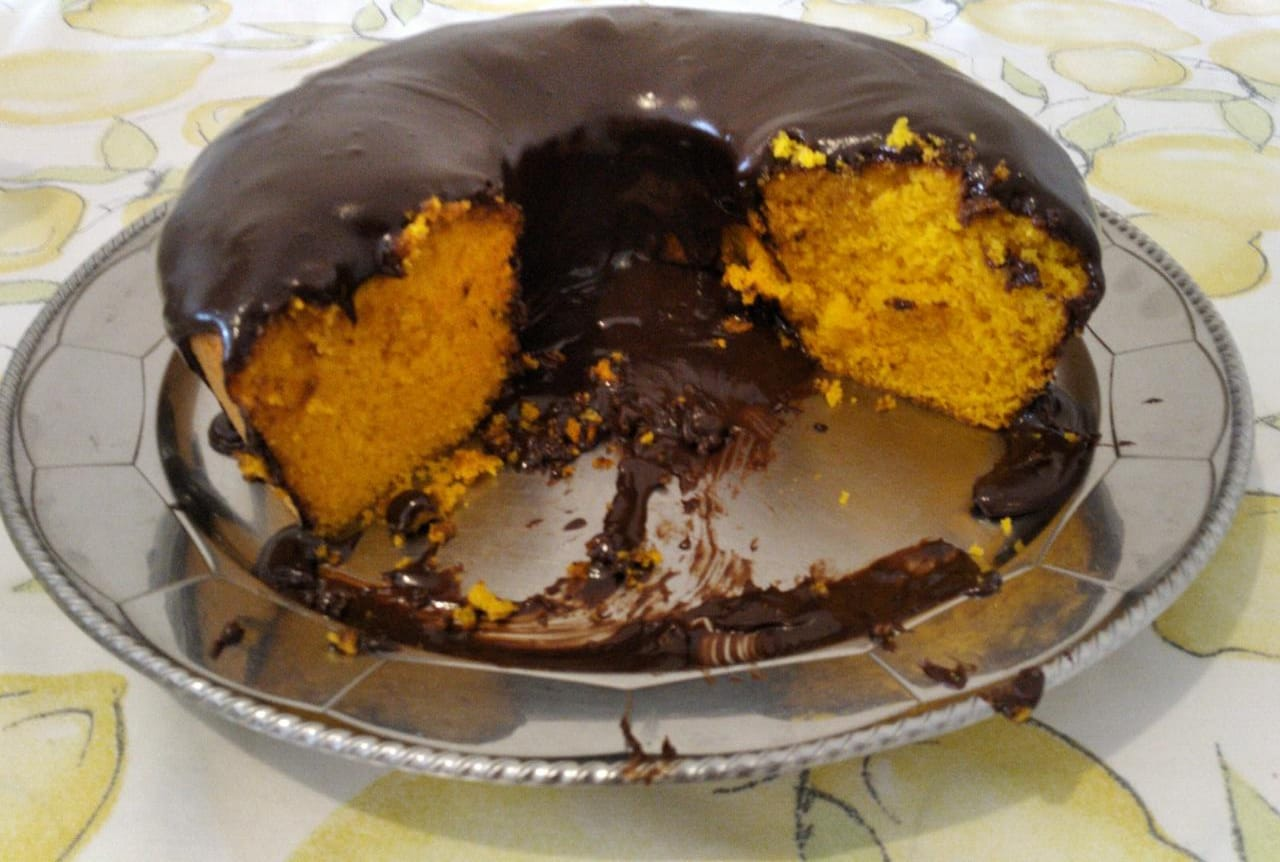
Wortelcake met chocoladelaagje
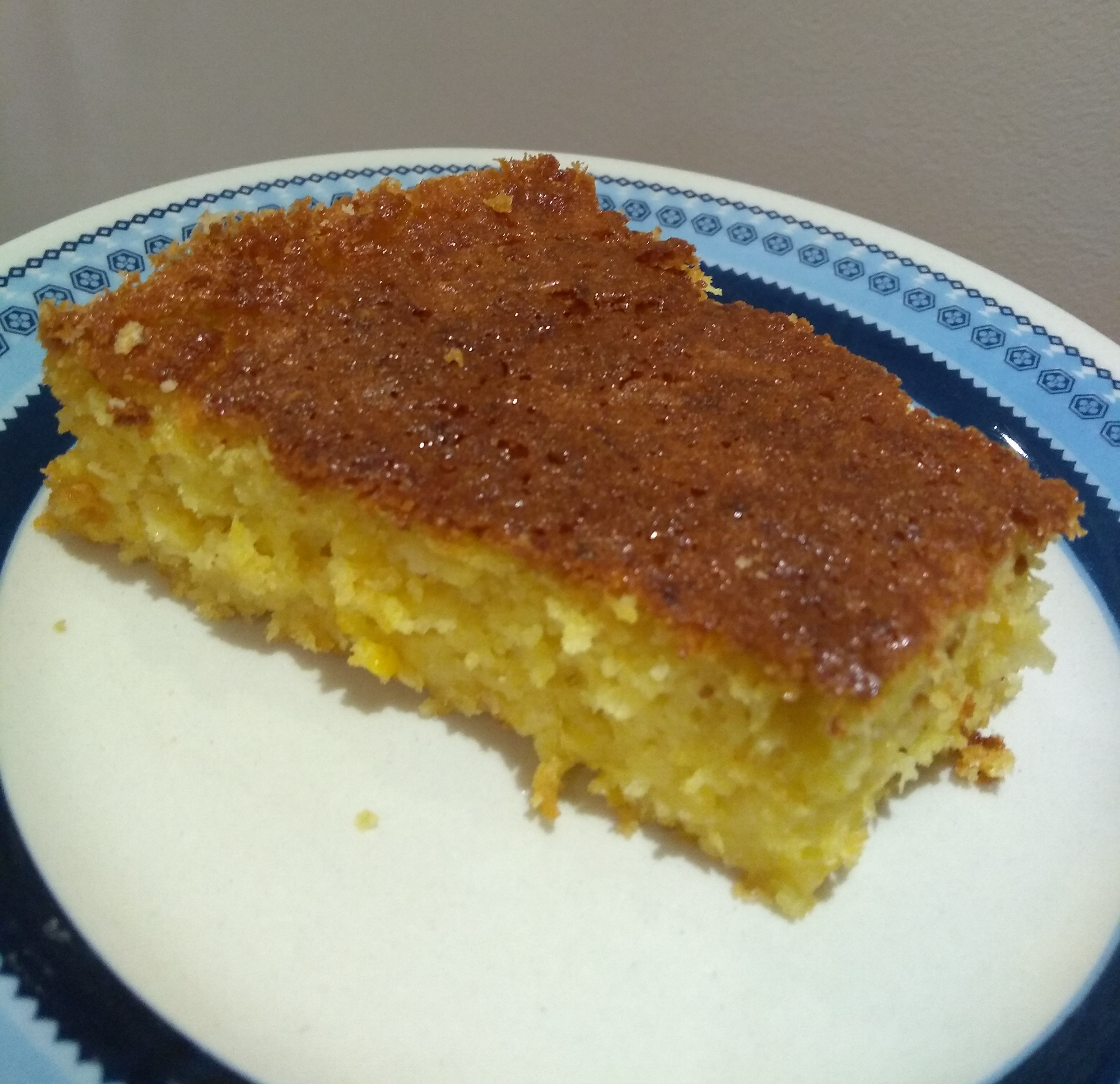
Maïscake
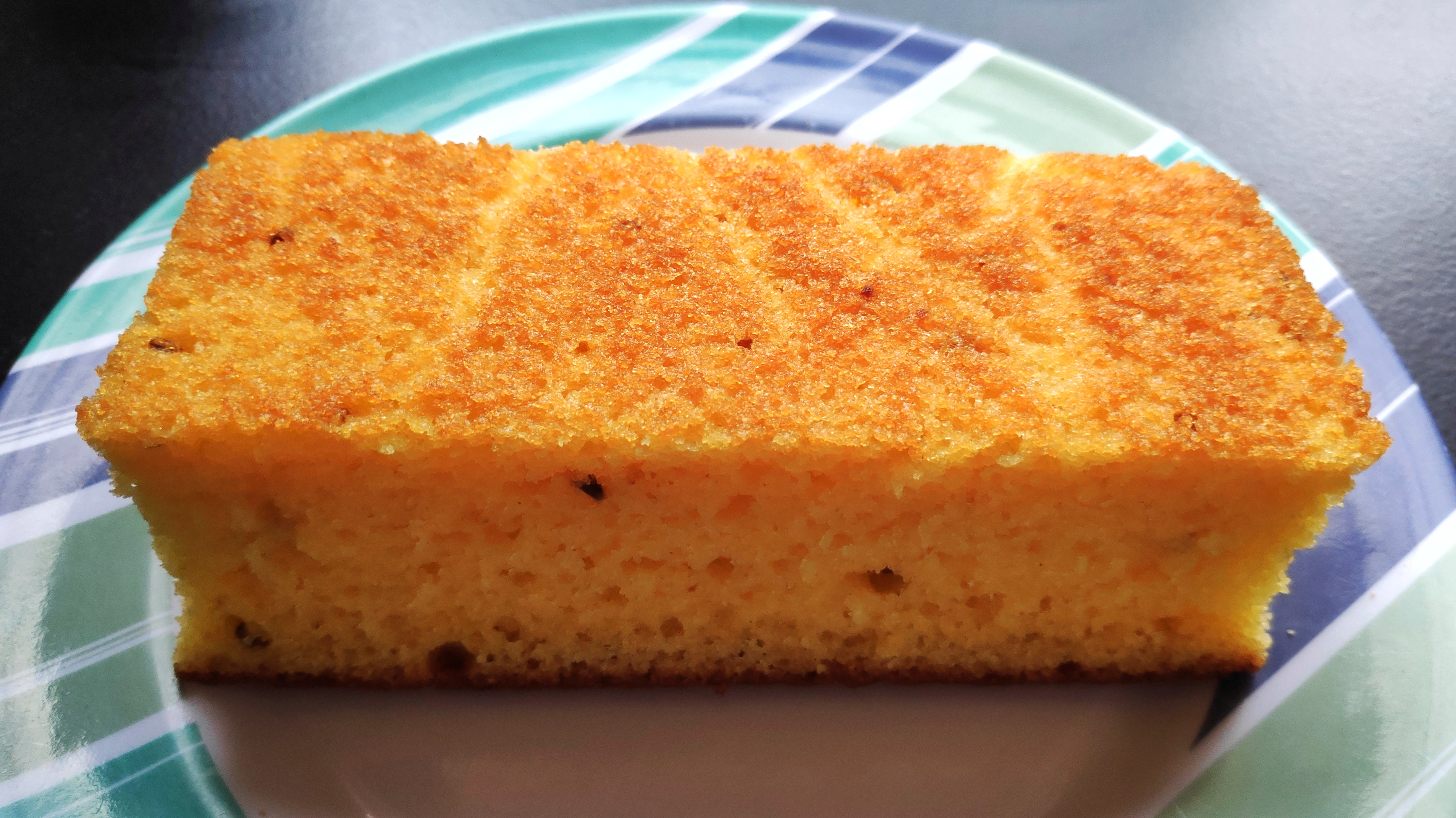
Maïsmeelcake
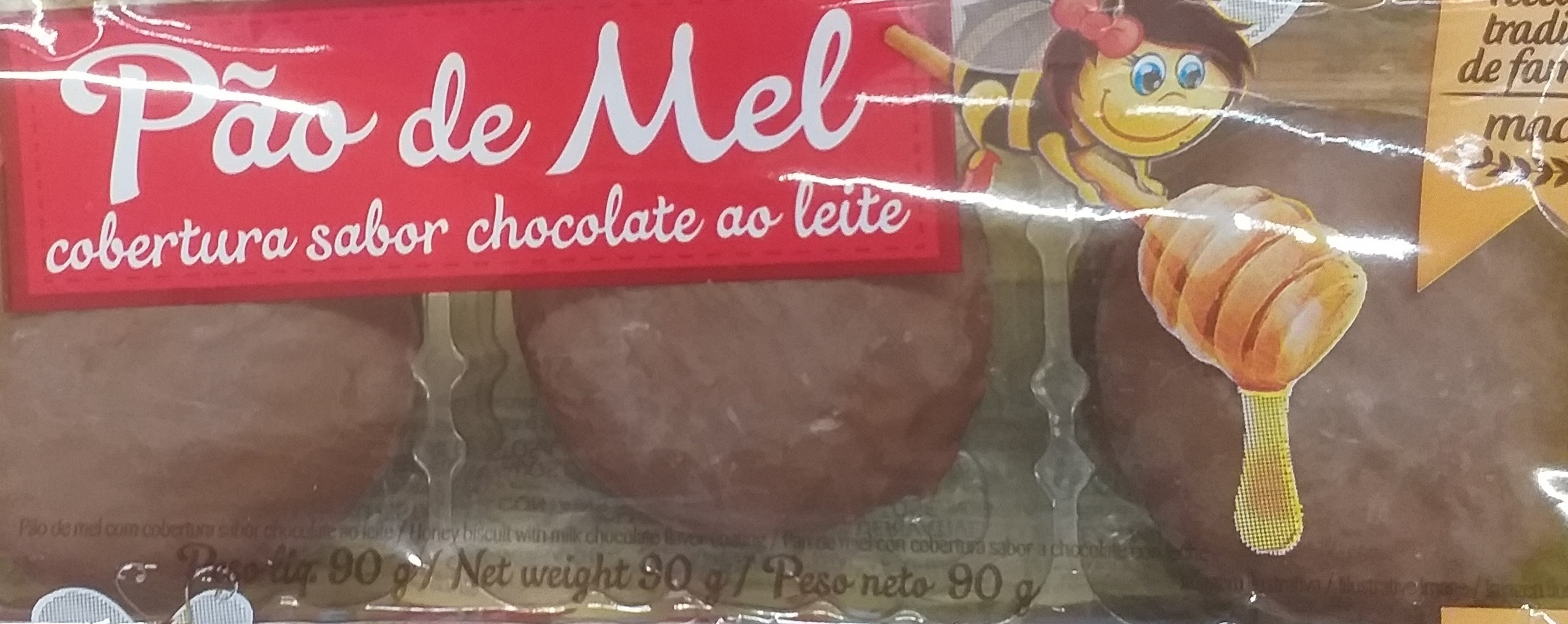
Braziliaanse pão de mel